# Biserica Pogorârea Sfântului Duh din Peșteana

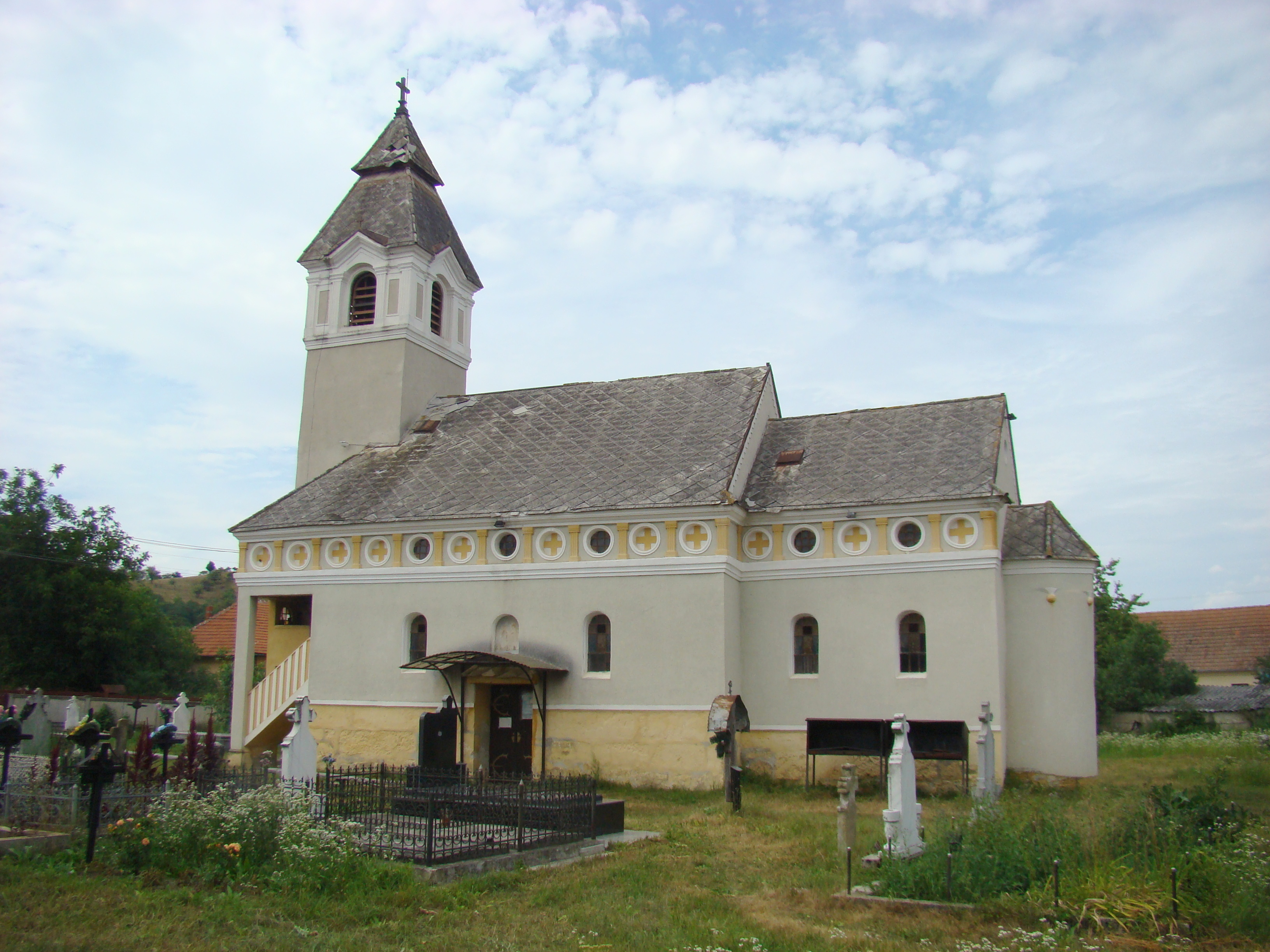
Biserica de zid cu hramul „Pogorârea Sfântului Duh” din Peșteana, comuna Densuș, județul Hunedoara, foto: iulie 2015.

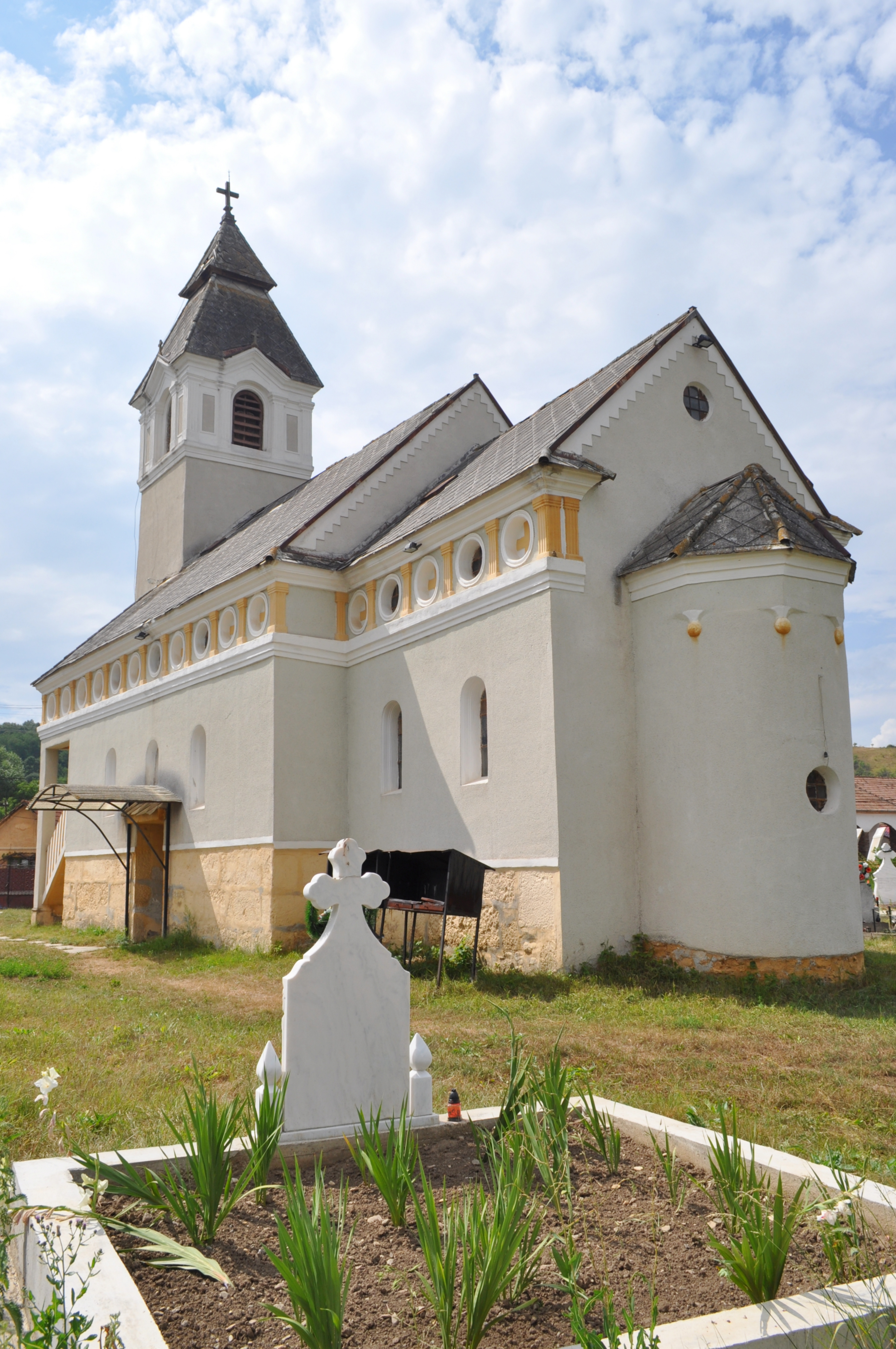
Biserica (sud-est)

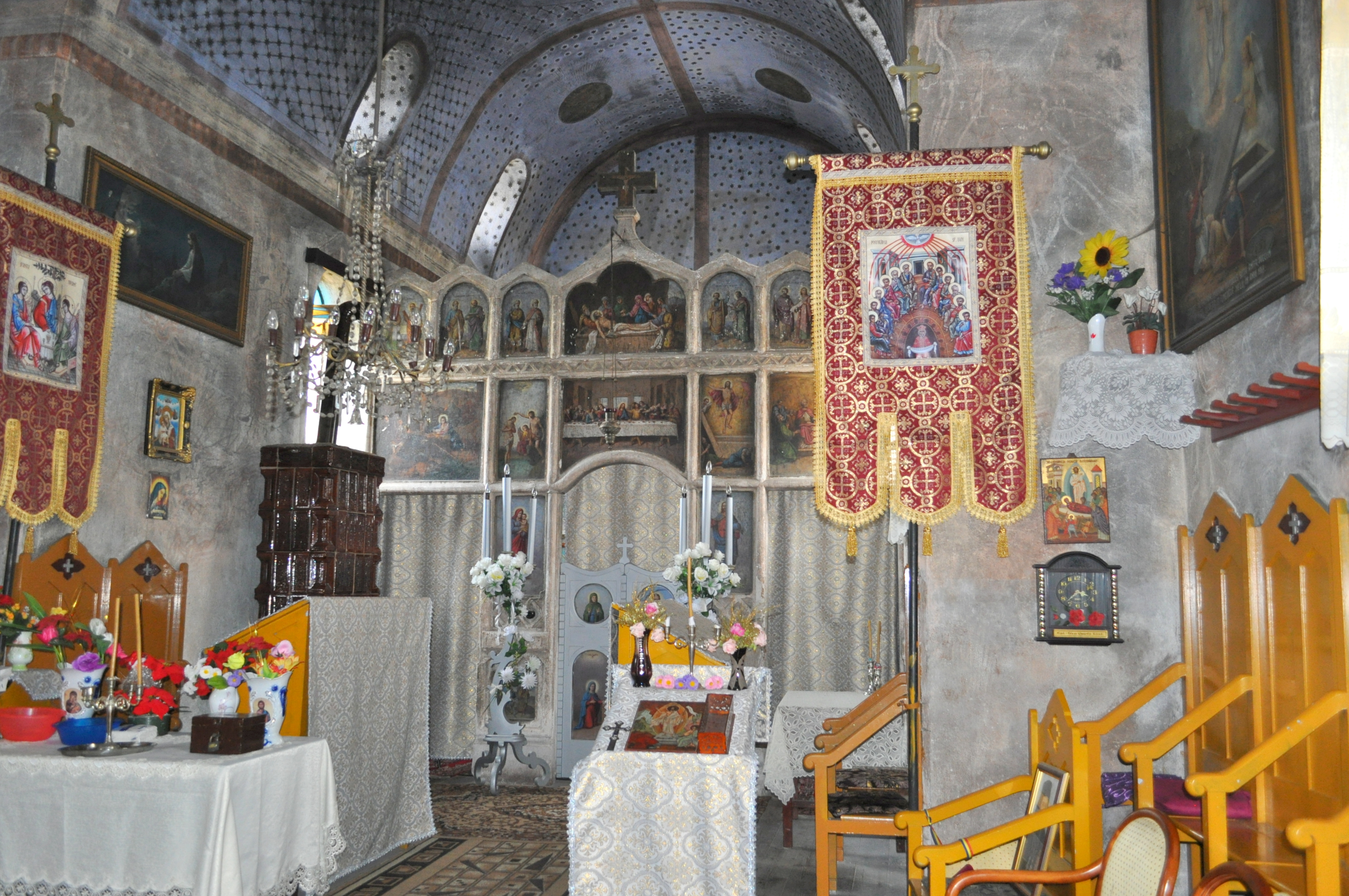
Nava spre iconostas

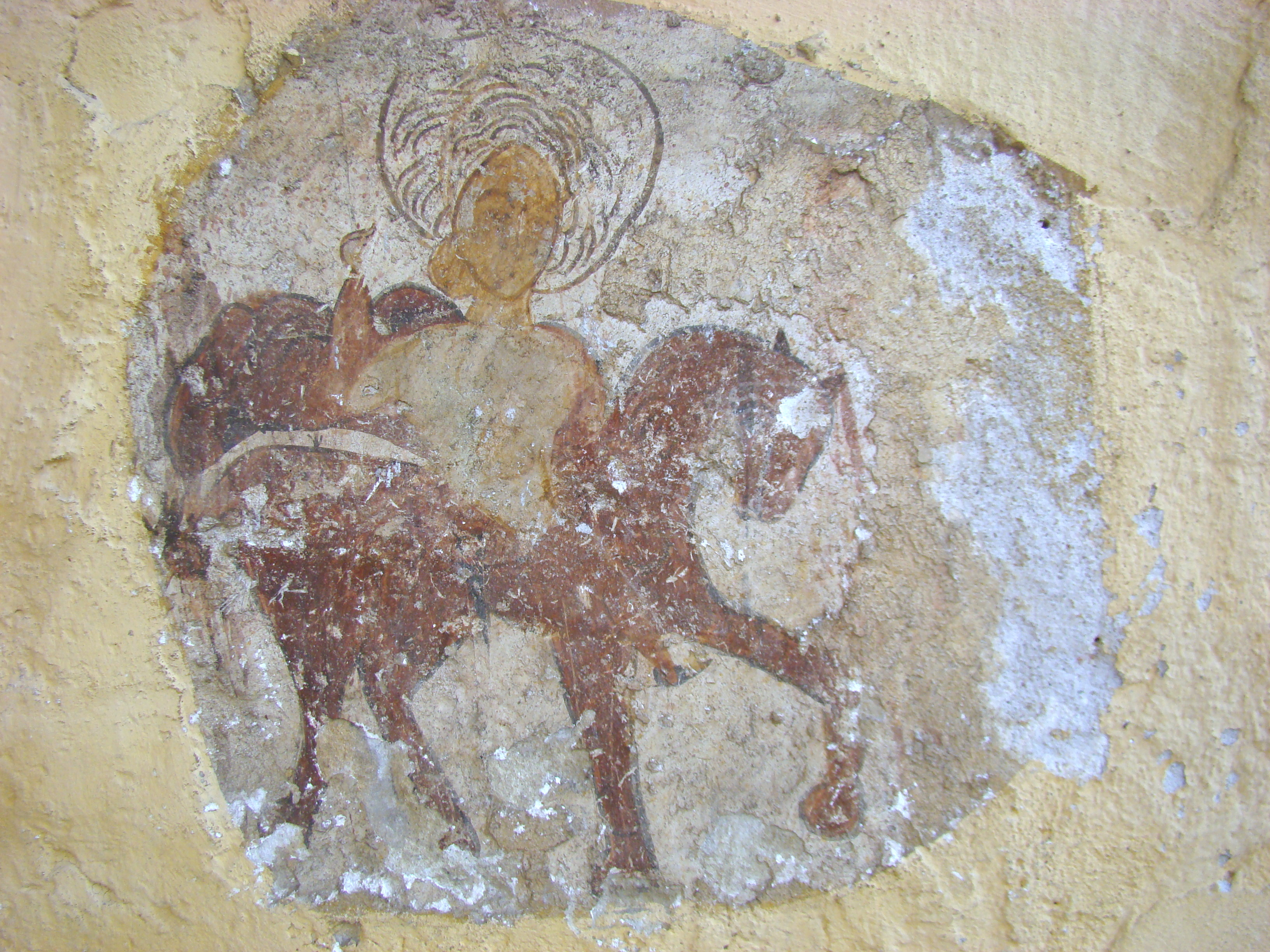
Rest de pictură parietală exterioară

Biserica de zid cu hramul „Pogorârea Sfântului Duh” din Peșteana, comuna Densuș, județul Hunedoara, este un vechi monument românesc zidit în piatră în secolul al XIII-lea. Biserica se află pe noua listă a monumentelor istorice sub codul LMI:  HD-II-m-A-03405.

## Istoric și trăsături
La mică distanță de Densuș, în mijlocul satului hațegan Peșteana - atestat, la 2 iunie 1360, prin preotul „Balk de Possana”, participant, alături de alți patru clerici hunedoreni, la un scaun de judecată în Hațeg -, se află un valoros monument istoric (HD-II-m-A-03405), anume biserica „Pogorârea Sfântului Duh”, martoră a creșterii și descreșterii puterii politico-sociale a vechilor familii cneziale locale.   
Afectat de neinspirata restaurare a arhitectului Rudolf Wagner din anii 1925-1926, adept al unor transformări radicale, edificiul și-a păstrat relativ puține elemente din faza sa inițială de construcție. Alcătuită dintr-o navă dreptunghiulară (6,30 x 4,50 m), cu un turn-clopotniță (3,10 x 3,70 m) adosat pe latura sa apuseană, biserica este prevăzută cu un altar rectangular decroșat amplu, de influență romanică, semicircular la nivelul terminației sale răsăritene (2,60 x 2,20 m). Cu ocazia amintitei restaurări, vechiul tavan de bârne a fost înlocuit cu o boltă de scânduri, iar la exterior, sub cornișe, s-a executat o decorație de tencuială, alcătuită din firide circulare, având în câmpul central motive cruciforme. Incisivă a fost intervenția la turn, al cărui etaj superior a fost placat cu un decor de tencuială, de inspirație neoclasică; pe laturile sale de sud și de nord au fost construite două pridvoare inestetice, susținute de stâlpi de beton. Alte reparații au avut loc în anii 1820 și 1996. 
Începuturile lăcașului sunt greu de stabilit. Prezența blocurilor masive de piatră, recuperate din zidurile unor clădiri romane ruinate, folosite ca material de construcție, a dus la formularea concluziei că monumentul a fost, la origine, un edificiu destinat cultului păgân, transformat în biserică la o dată ulterioară.   .
Și vicarul Ștefan Moldovan îi cobora vechimea până la secolul al IX-lea. Pe cale arheologică, s-au constatat două faze diferite de construcție, trădate de diferența de grosime a pereților și dispunerea navei, deviată cu 5-6 grade spre sud față de axul altarului. Prima biserică („Peșteana I”) fusese înălțată în extremitatea estică a edificiului actual, fiind compusă dintr-o navă dreptunghiulara (5,70 x 3,50 m) și un altar semicircular, de aceeași lățime, prevăzut cu două mici pastoforii semicirculare, ulterior astupate; aceasta întrunea condițiile unei modeste capele de curte. „Peșteana II” a fost rezultatul unei faze secundare de construcție, realizată fie atunci când primul lăcaș a fost considerat neîncăpător, fie atunci când a fost distrus de vreo calamitate. În mod curios însă, vechiul altar a fost păstrat, iar cel nou a fost construit la circa 3,50 m mai spre vest față de punctul de origine al celuilalt. În aceste condiții, în vederea datării bisericii, s-a pornit de la prezența unui element ușor identificabil din punct de vedere cronologic, anume portalul de sub clopotniță. Iar dacă turnul a apărut odată cu biserica Peșteana II, atunci se poate concluziona că cea de-a două fază a construcției ar corespunde secolului al XIII-lea. Nu se cunoaște în schimb, cu exactitate, vechimea celui dintâi lăcaș; dacă s-ar accepta secolele XI-XII, atunci biserica din Pesteana ar fi unul dintre cele mai vechi monumente ecleziastice din țară.
Zestrea de frescă păstrată este foarte săracă. Cu prilejul neinspiratelor lucrări de restaurare din perioada interbelică, o bună parte din picturi a dispărut; unele blocuri de piatră, păstrând urme de zugrăveală, au fost reutilizate, cu pictura spre exterior, la legătura făcută între altarul primei biserici și nava celei de a doua. Pe baza analizei stilistice a fragmentelor păstrate s-a constatat prezența a două maniere diferite de execuție. Frescele din naos, deși grav avariate, lasă să se întrevadă penelul unui meșter cu o bună formație de atelier. Spre deosebire de acesta, zugravul care a lucrat la exteriorul turnului aparține unui mediu artistic rusticizant, utilizând un desen primitiv, cu o linie groasă și egală. Dacă acest al doilea meșter aparținea mediului transilvănean popular, impregnat de unele amintiri romano-gotice, cel dintâi aparținea mediului sârbo-macedonean, fiind, cu siguranță, un zugrav itinerant, venit de la sudul Dunării. Ambele decoruri, deși nu au fost realizate concomitent, par să dateze din secolul al XV-lea, adică din perioada de maximă înflorire a familiilor cneziale locale.
Nici această biserică nu a scăpat de tulburările religioase care au măcinat, începând cu secolul al XVI-lea, spațiul hațegan. Existența unei comunități calvine în secolul al XVII-lea este o certitudine; capelanul familiei Kendeffy, Ștefan Istvánházi, pare să o fi consolidat la finele acestei perioade. Biserica pare să fi trecut, în această perioadă, în posesia cultului reformat. În primele decenii ale secolului următor, lăcașul a fost preluat de uniți, calvinii ridicându-și, la o dată neprecizabilă, actuala biserică de zid reformată din localitate; conscripțiile anilor 1733, 1750, 1761-1762 și 1829-1831 confirmă această aparență. Lăcașul, menționat și pe harta iosefină a Transilvaniei (1769 -1773), a revenit, în 1948, Bisericii Ortodoxe.

## Imagini din exterior

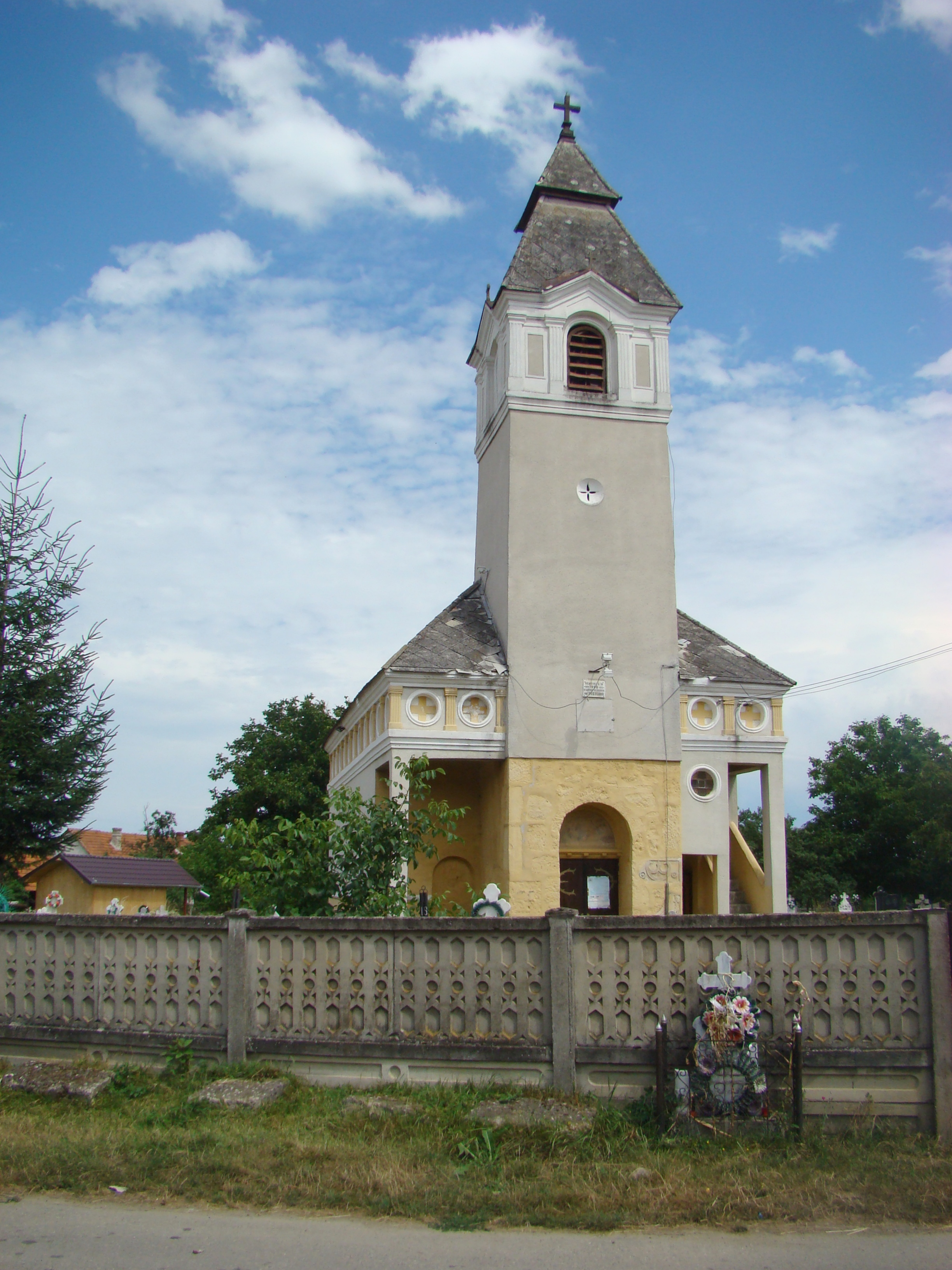
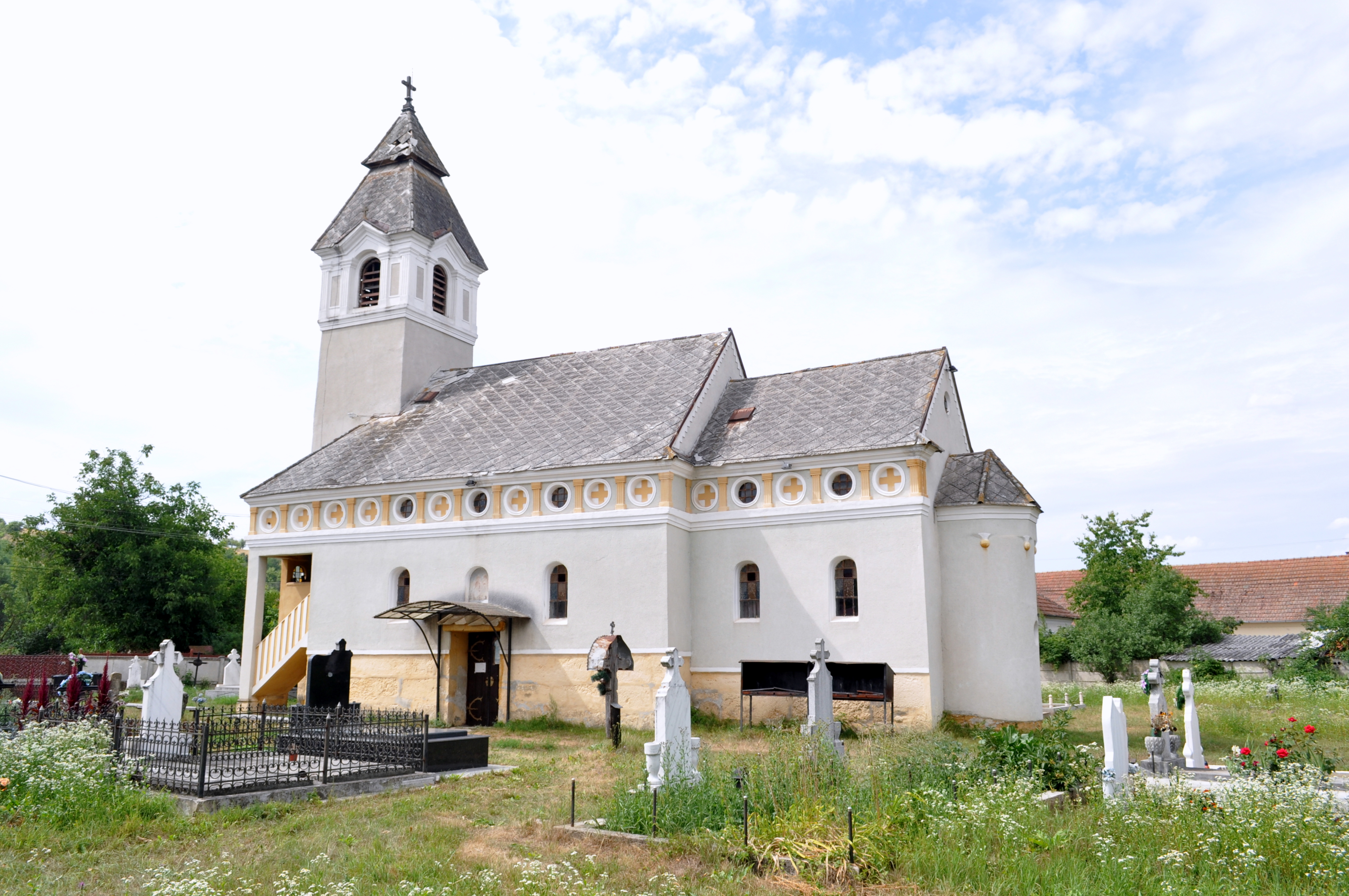
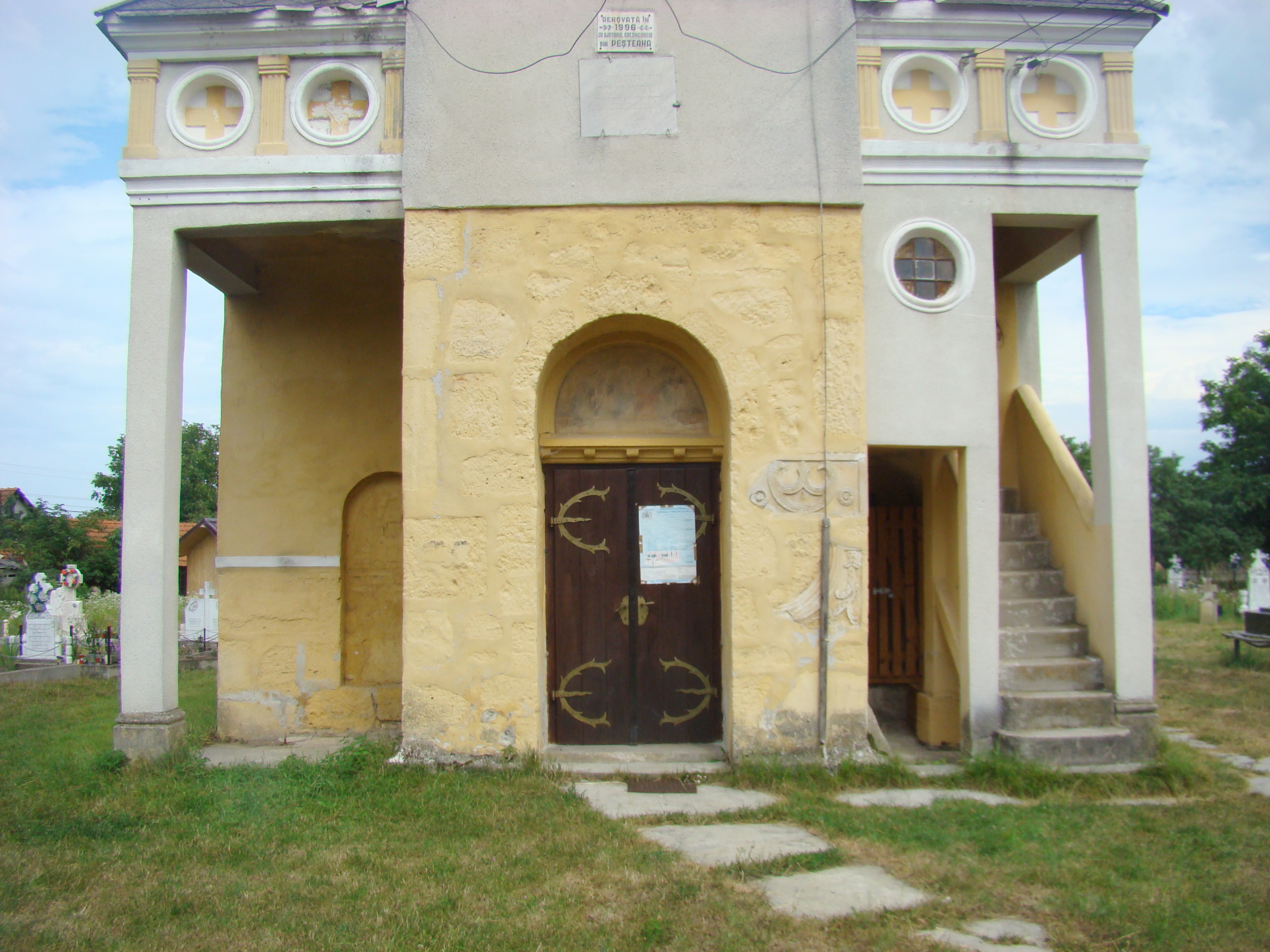
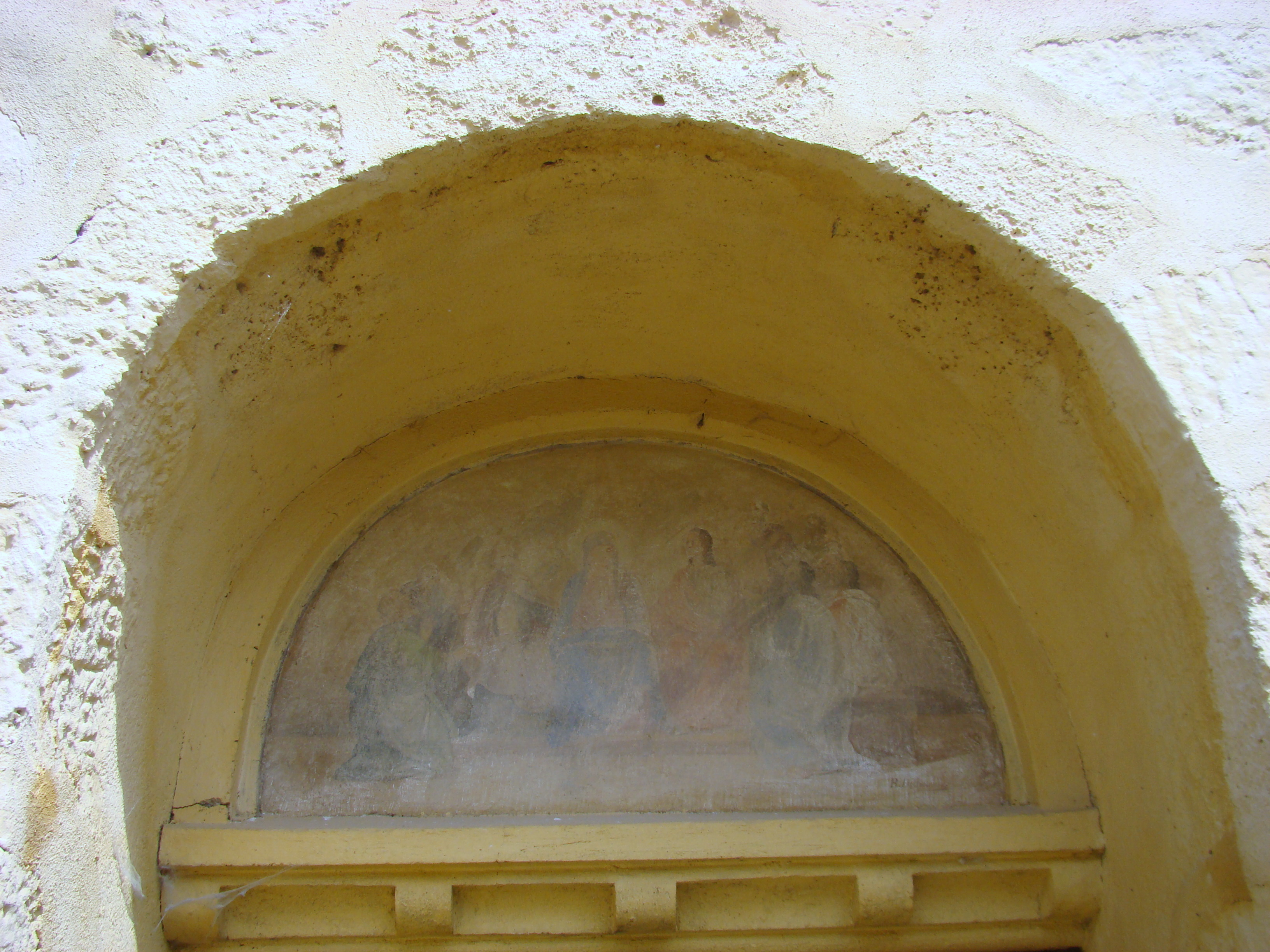
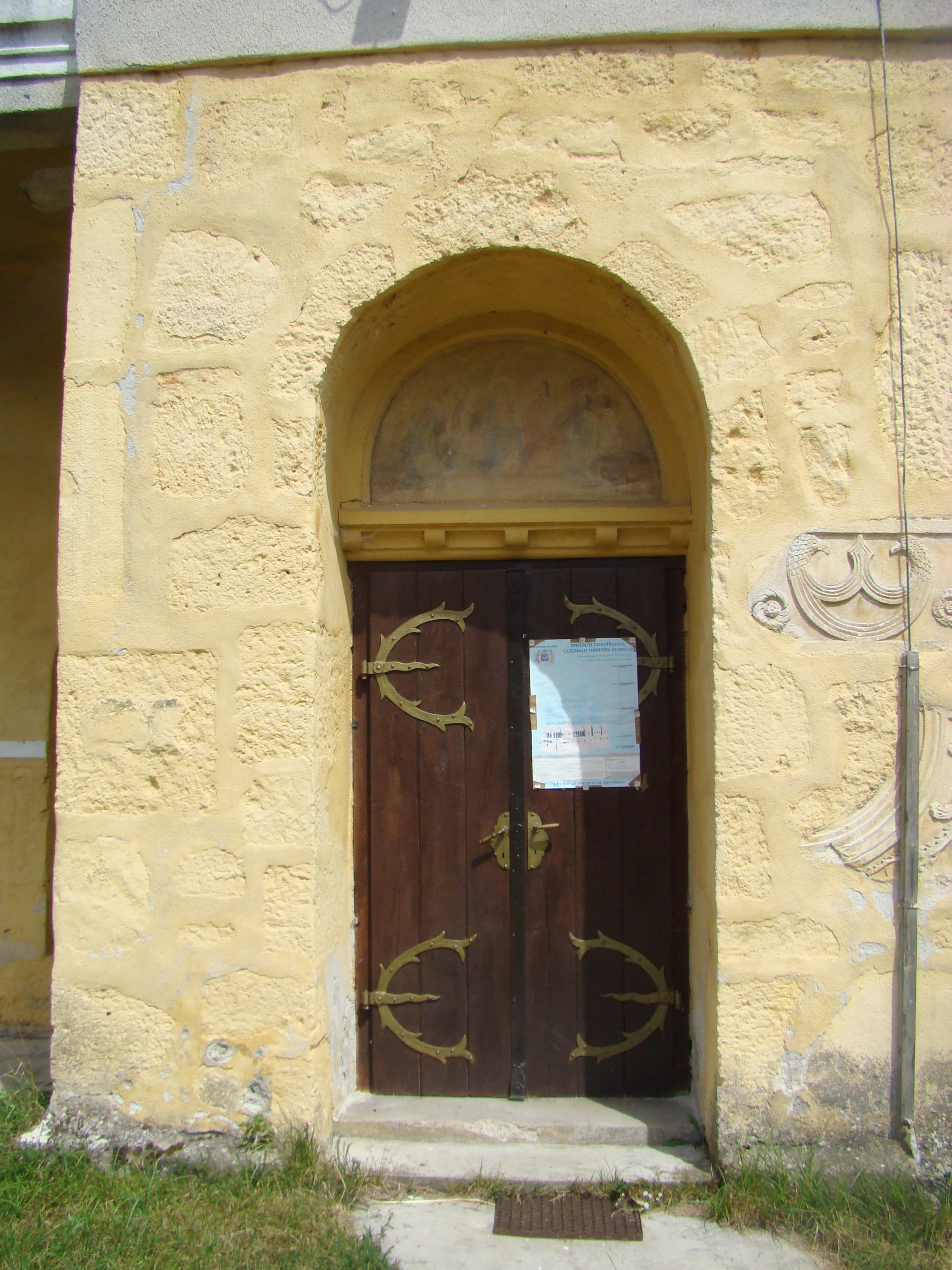
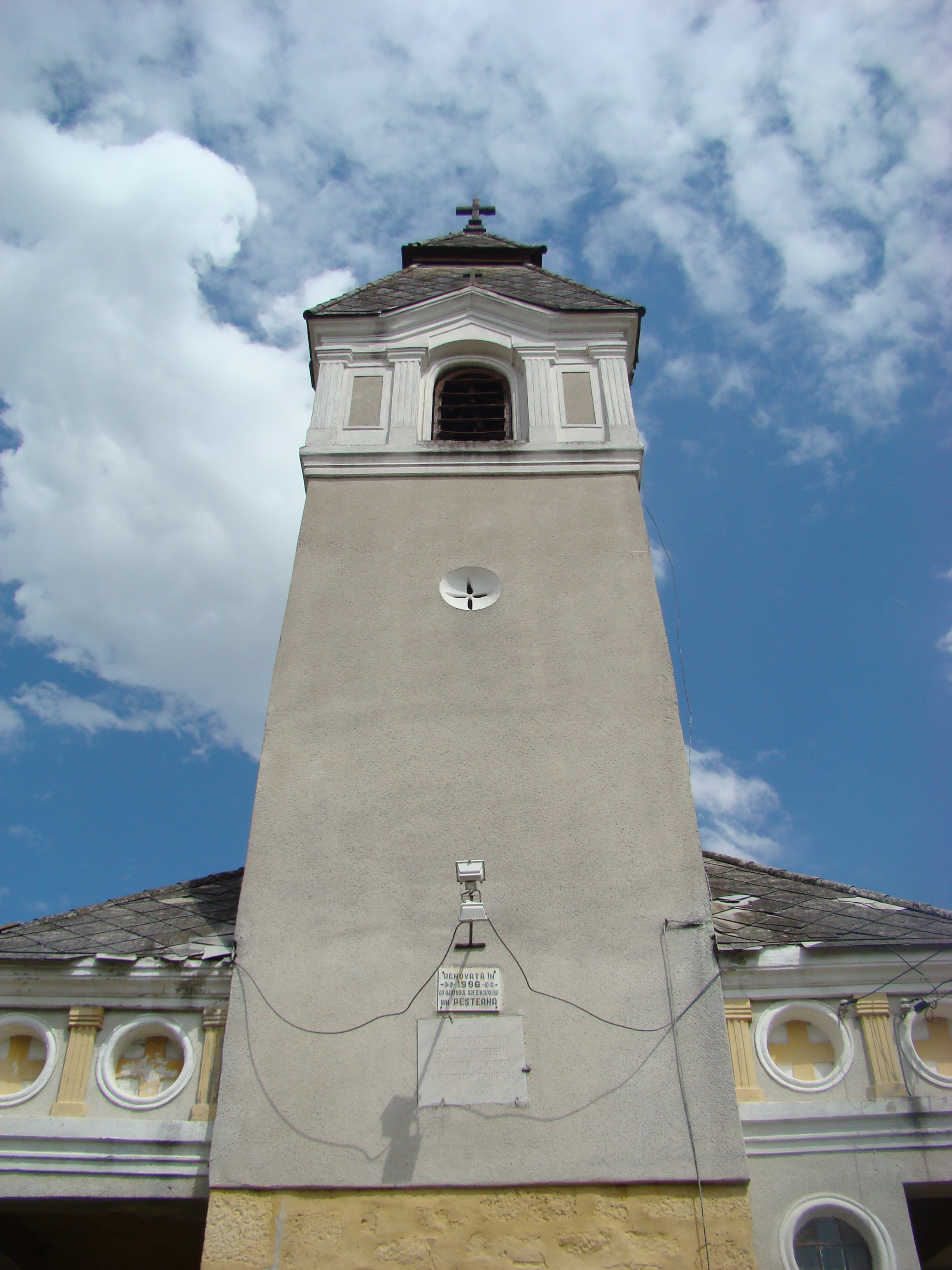
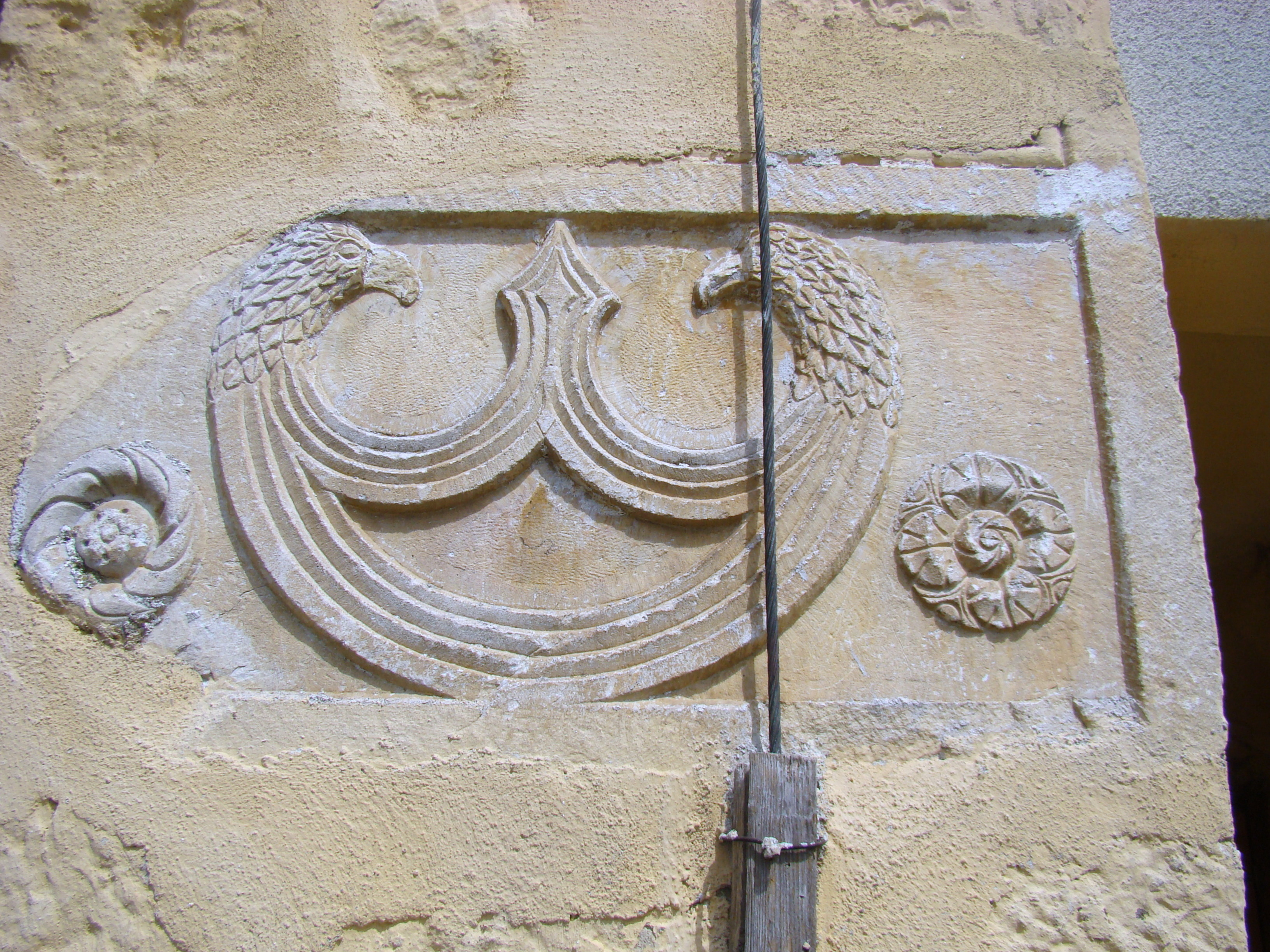
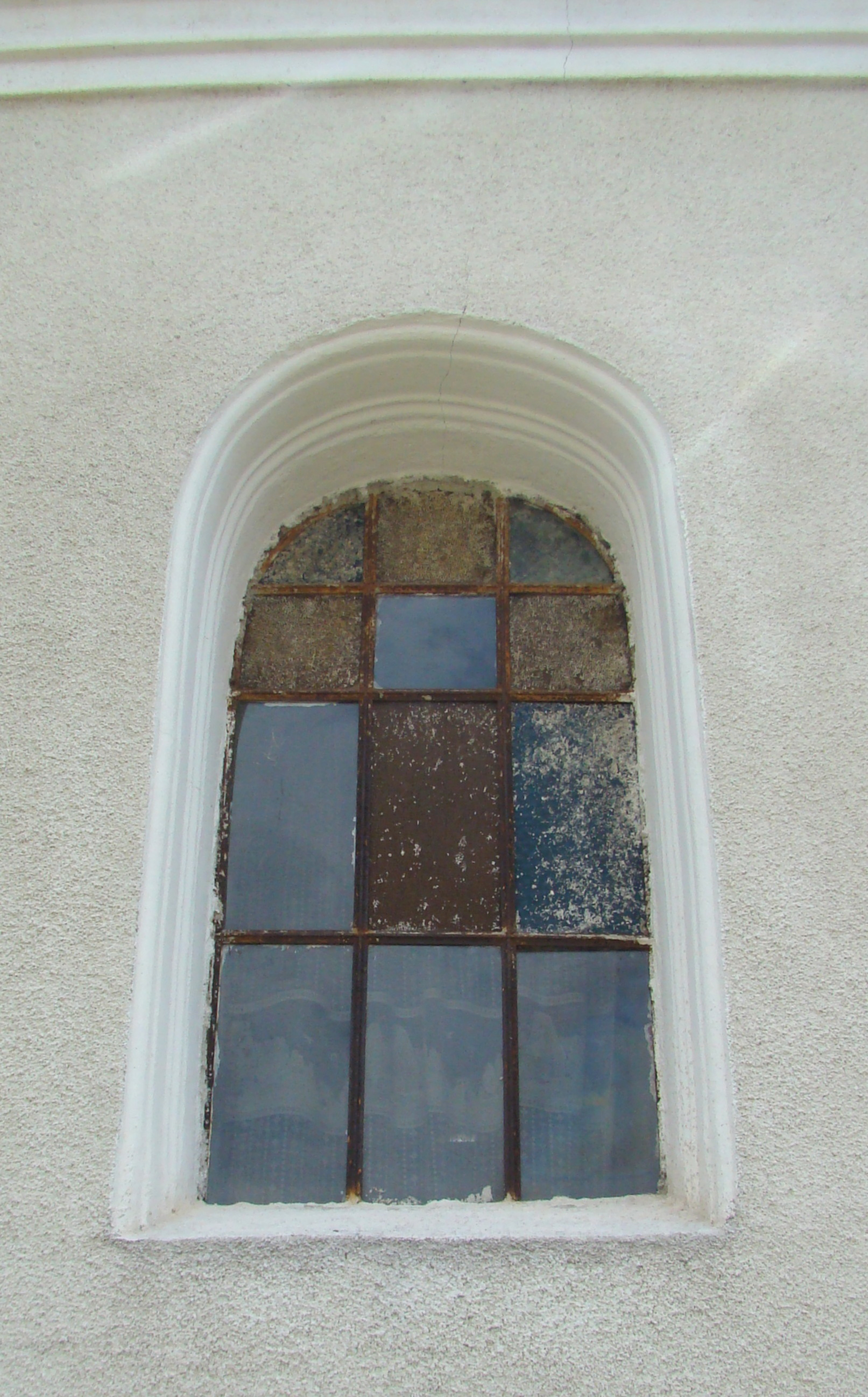
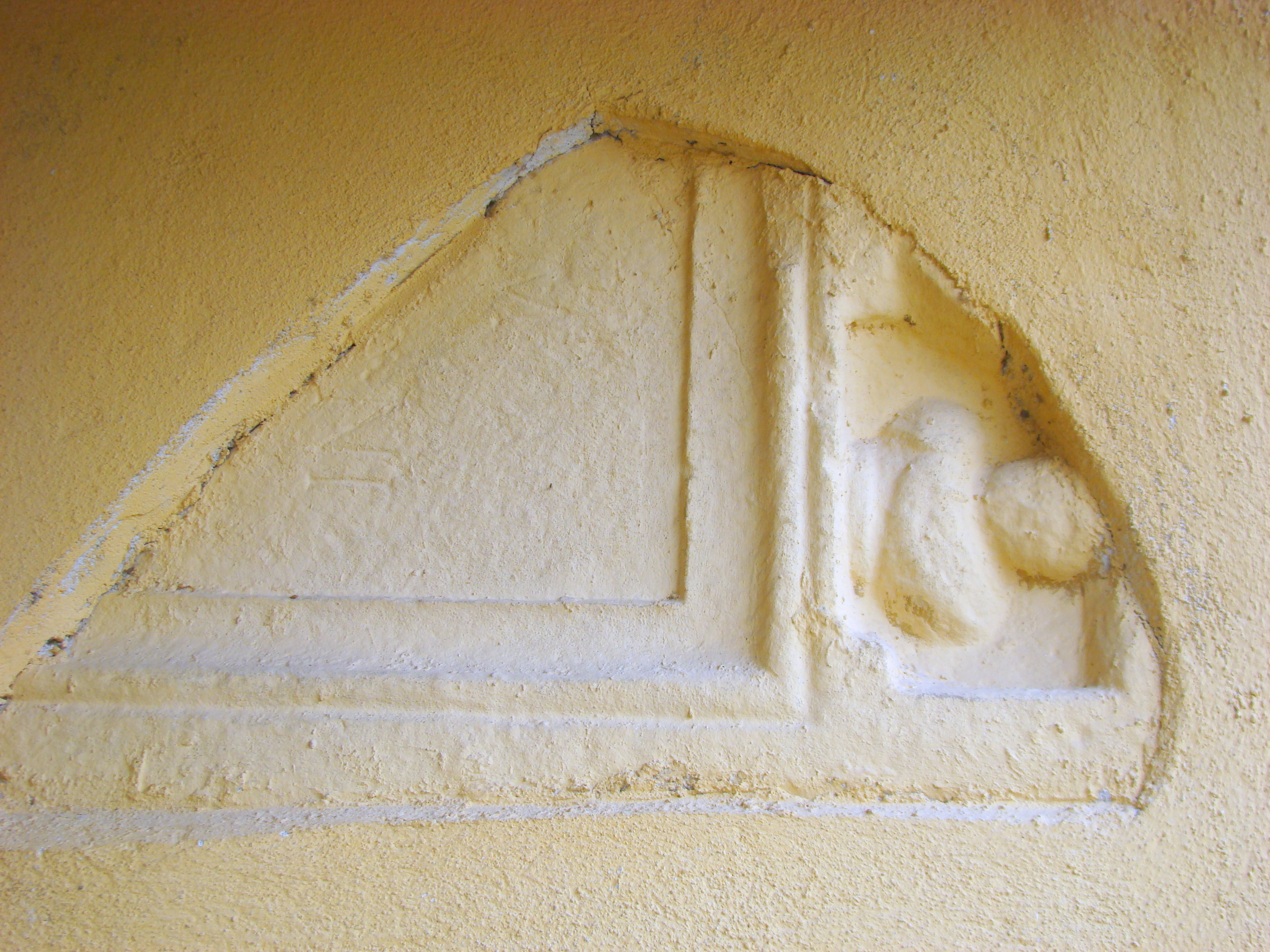
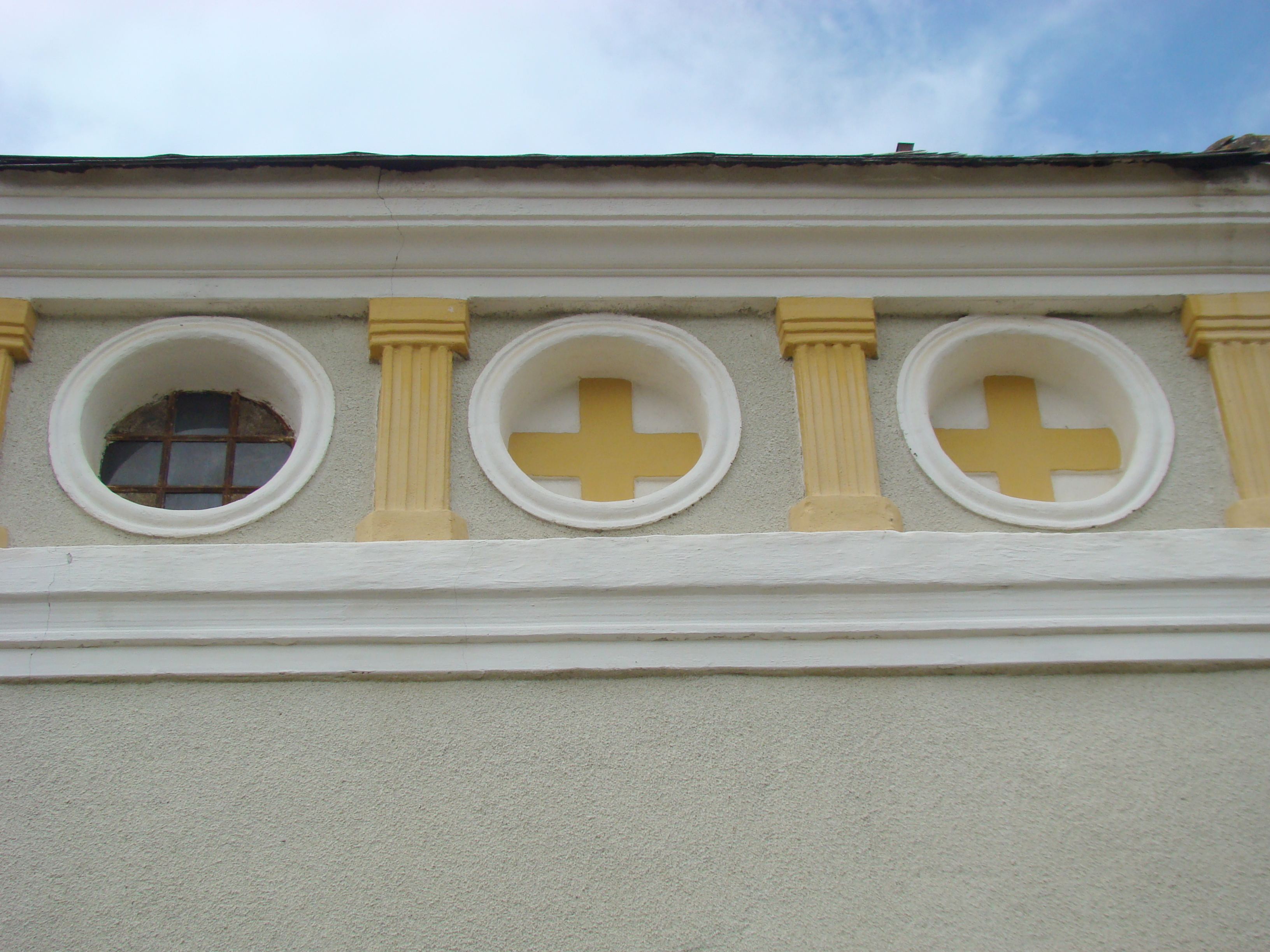
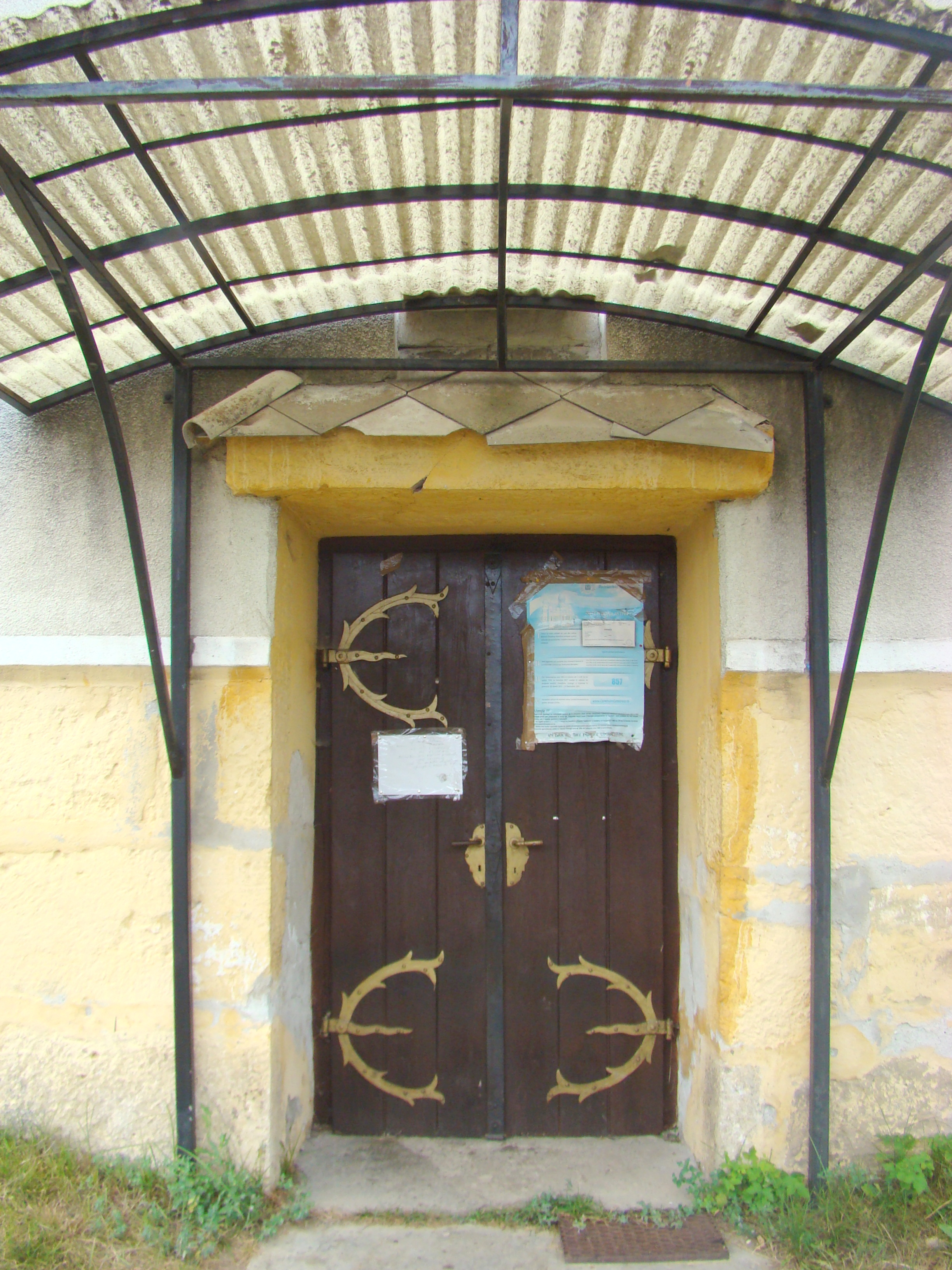
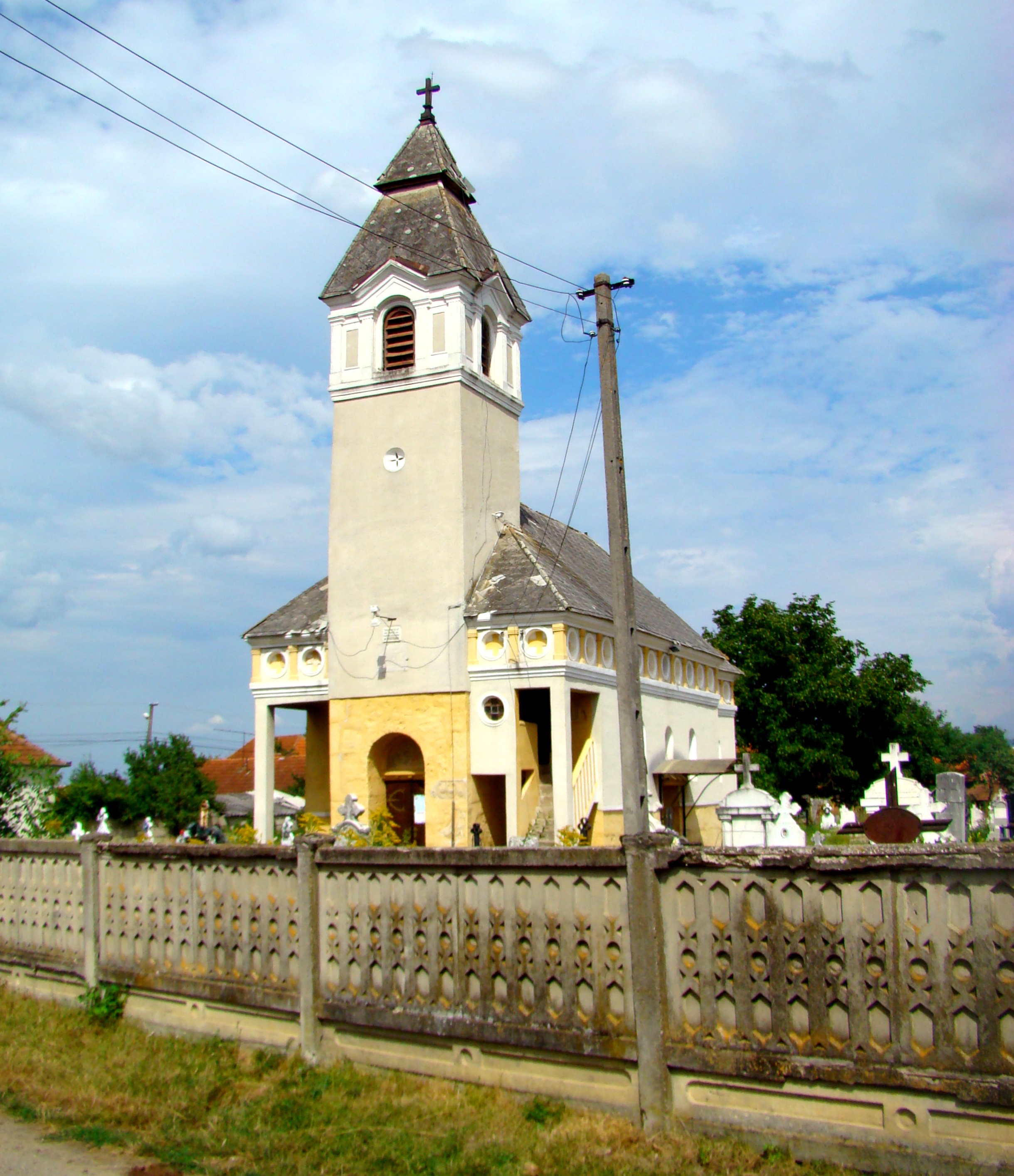
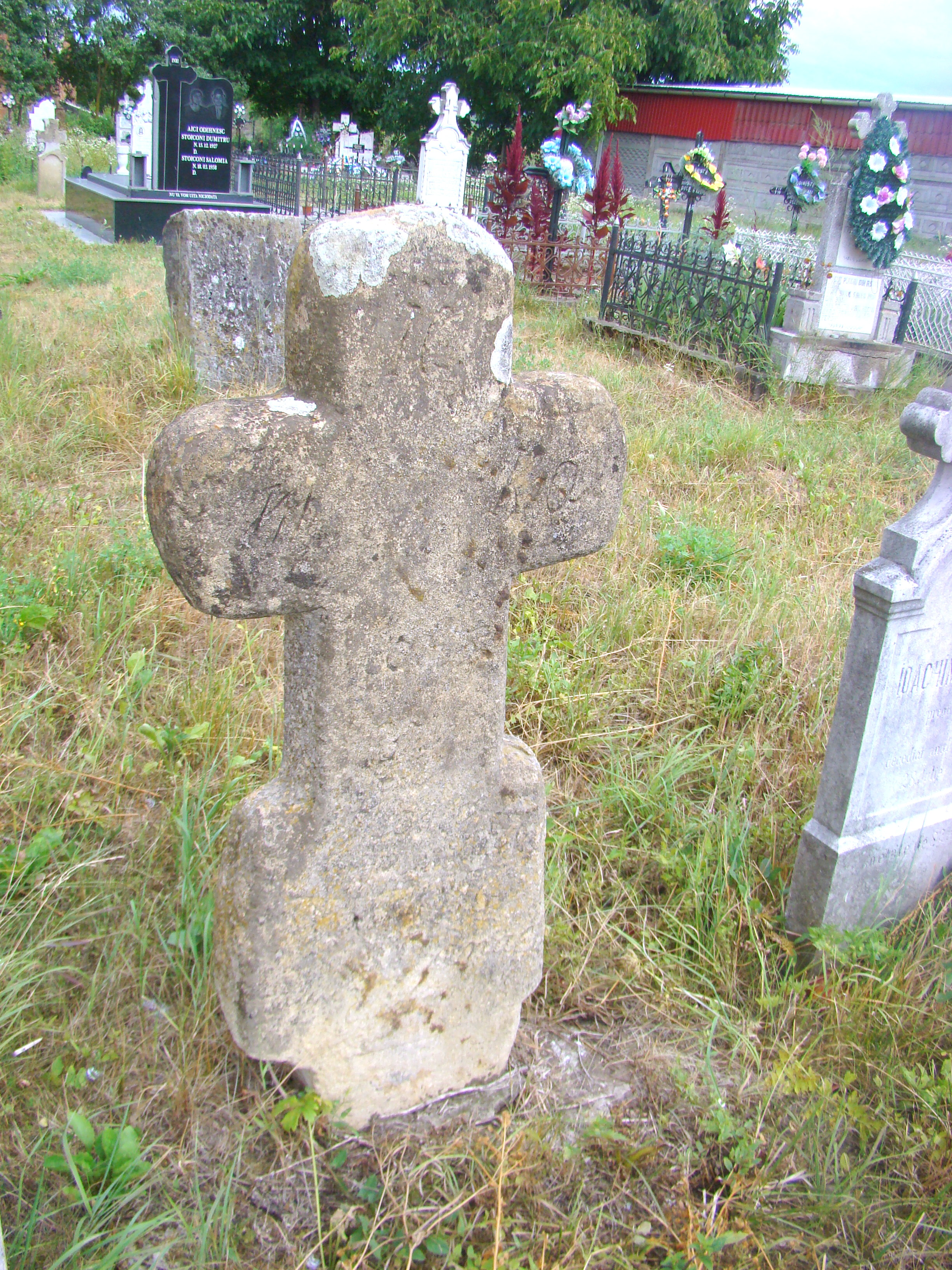
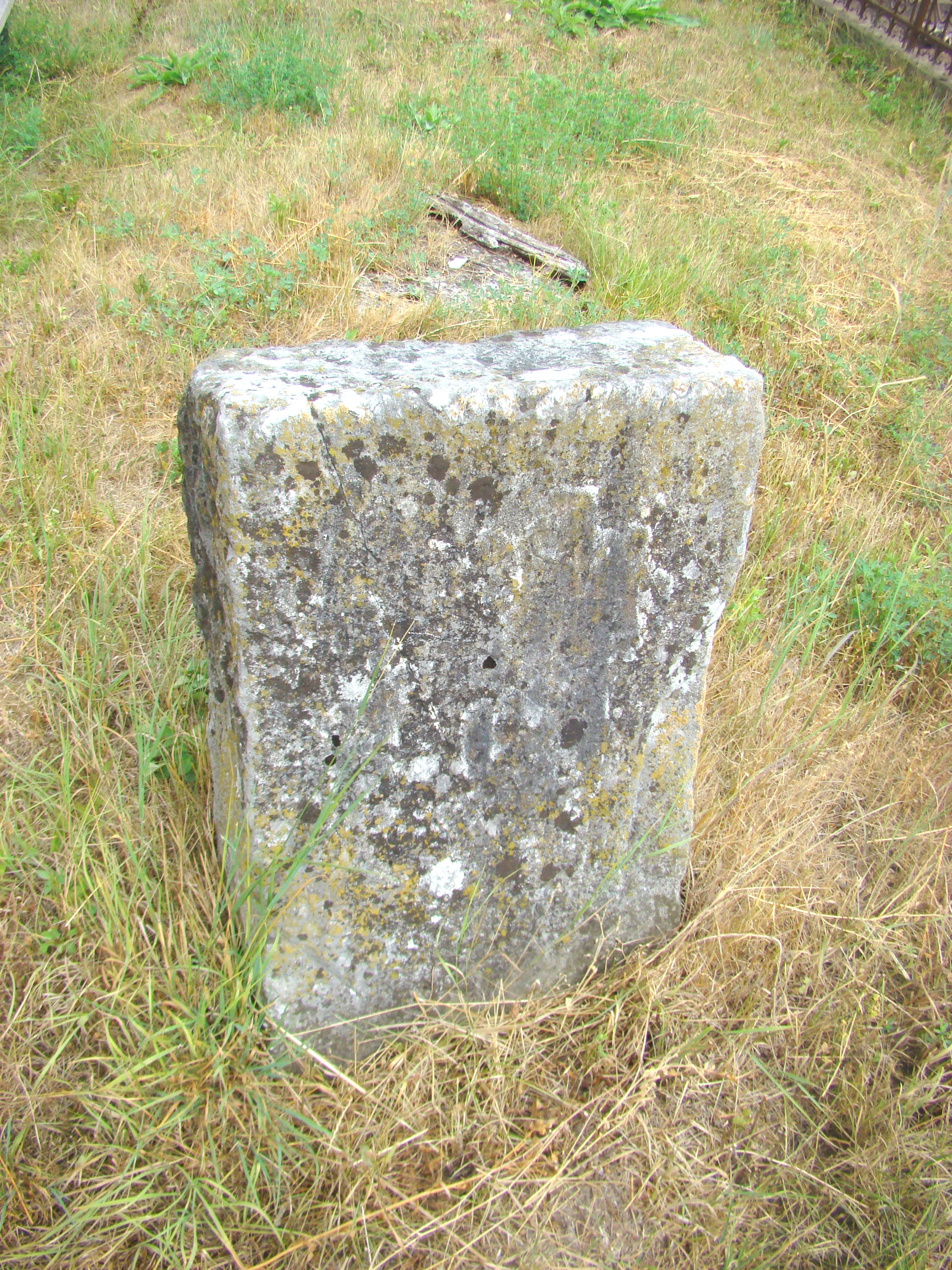
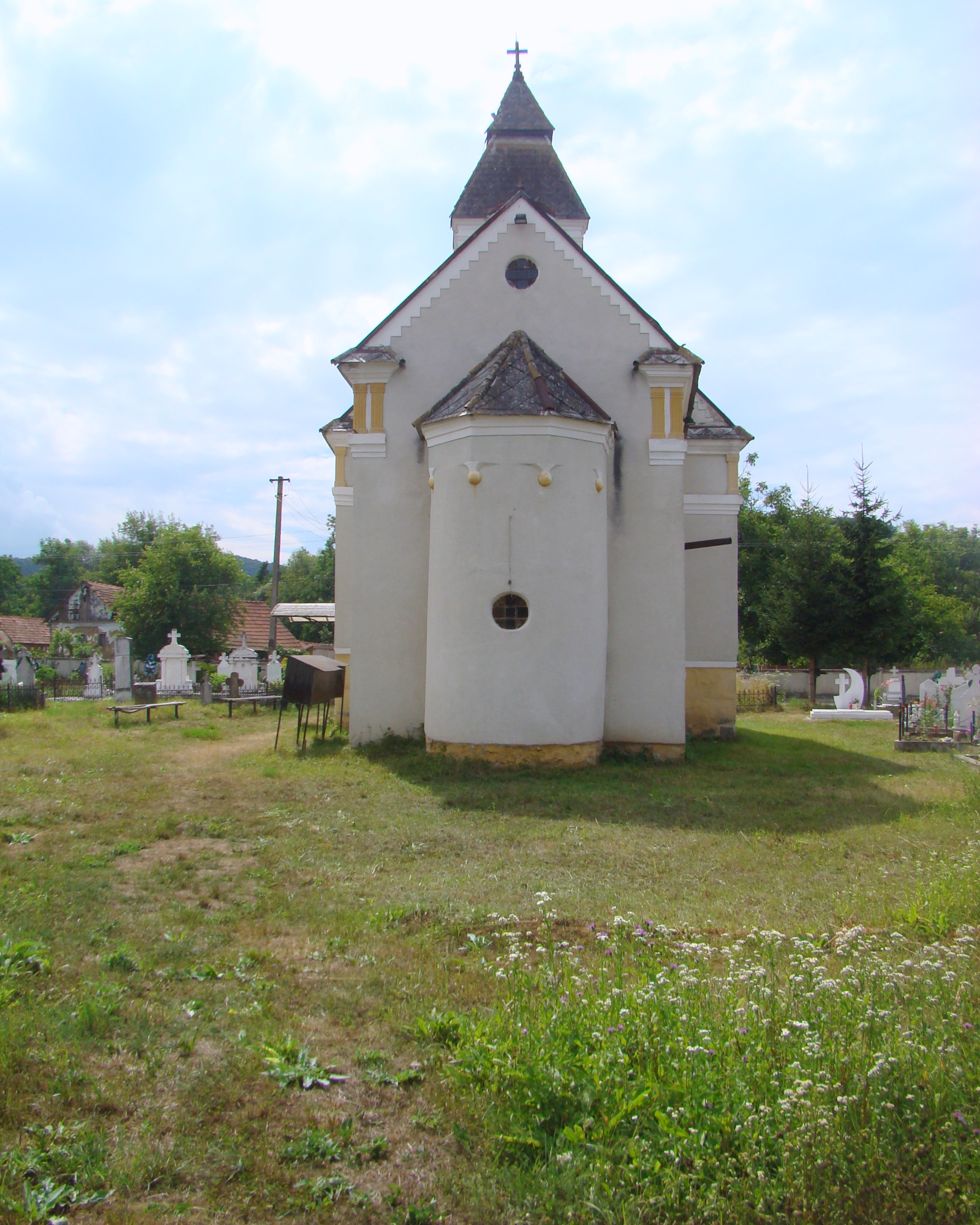
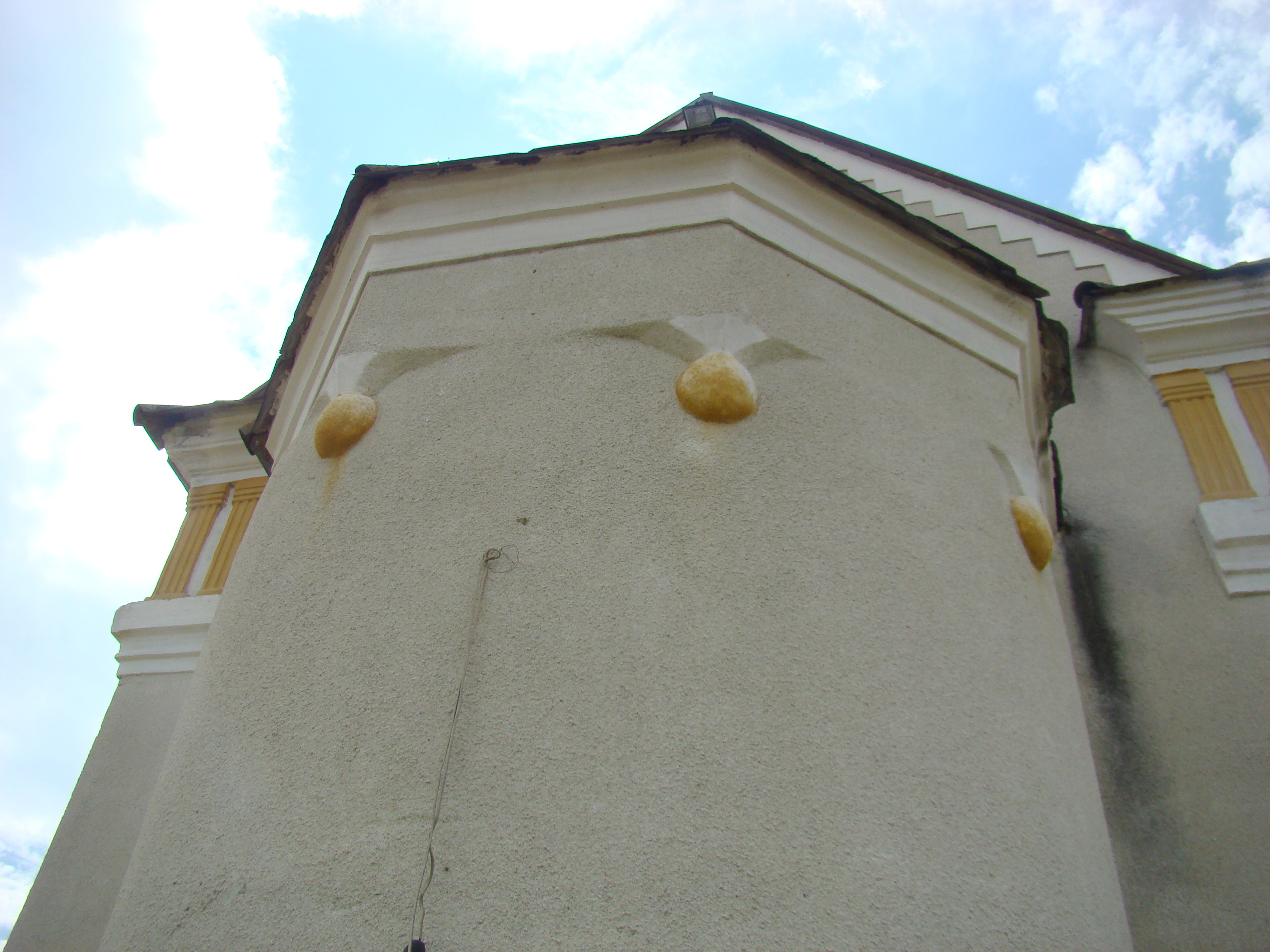
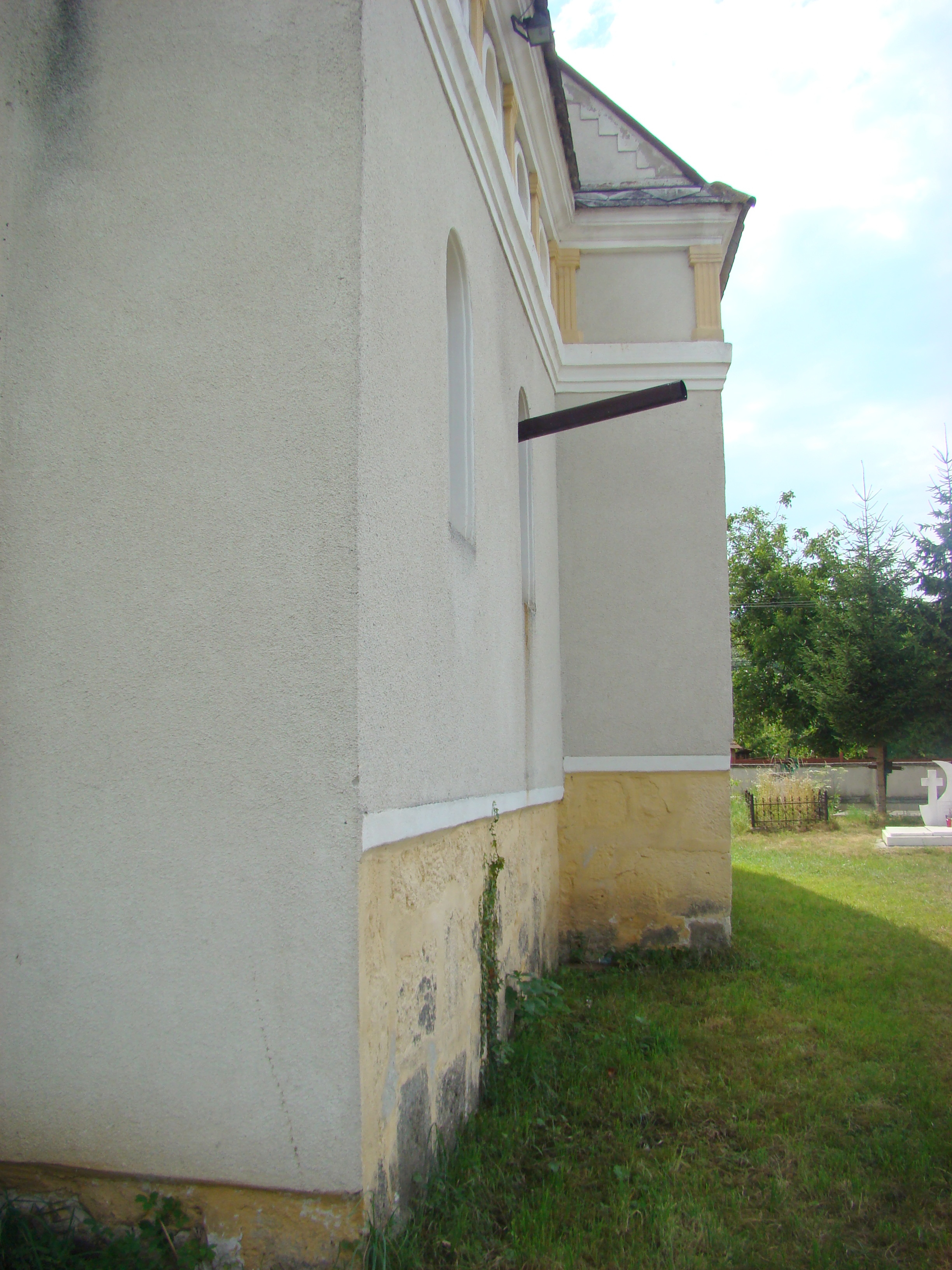
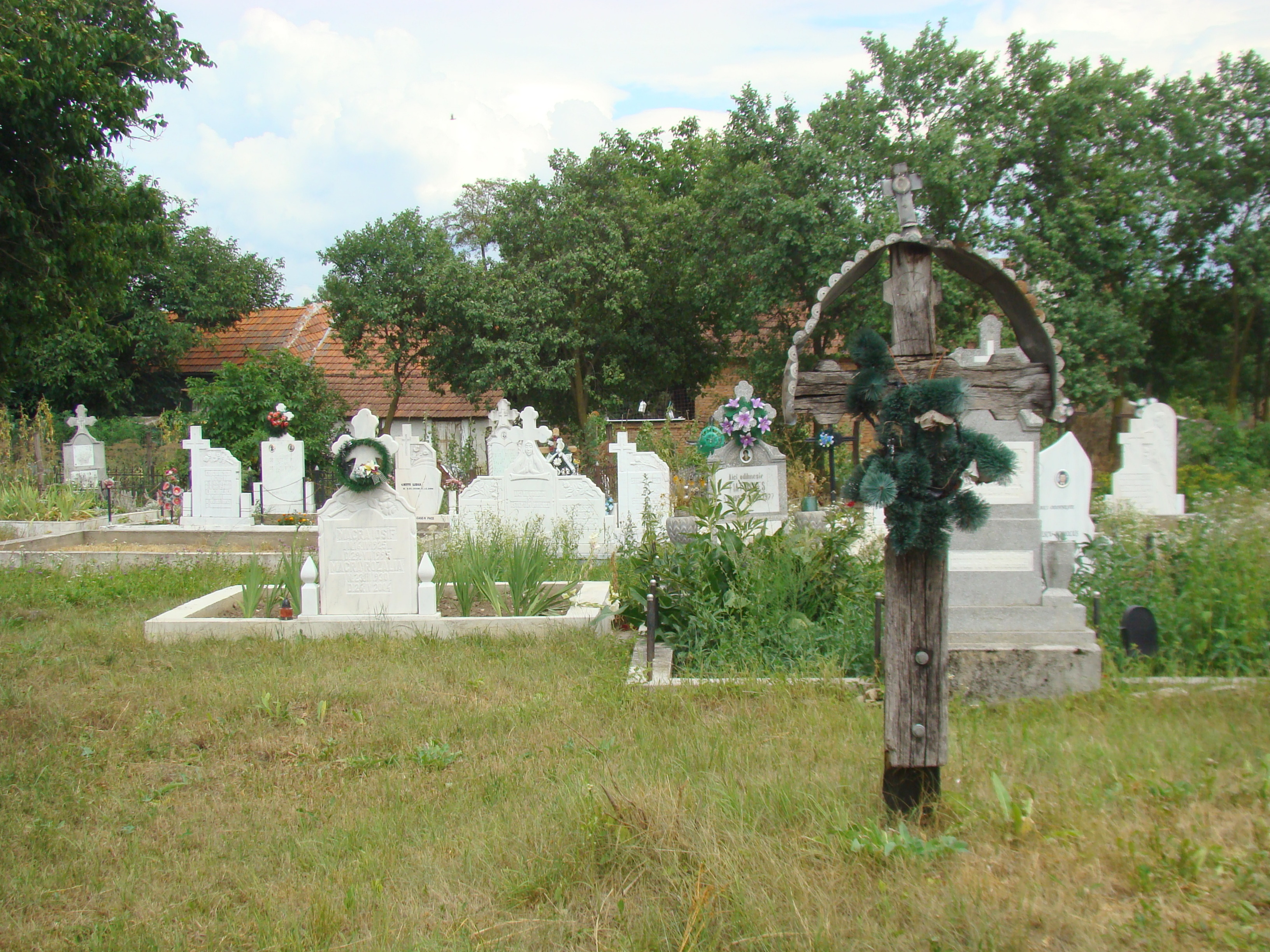

## Imagini din interior

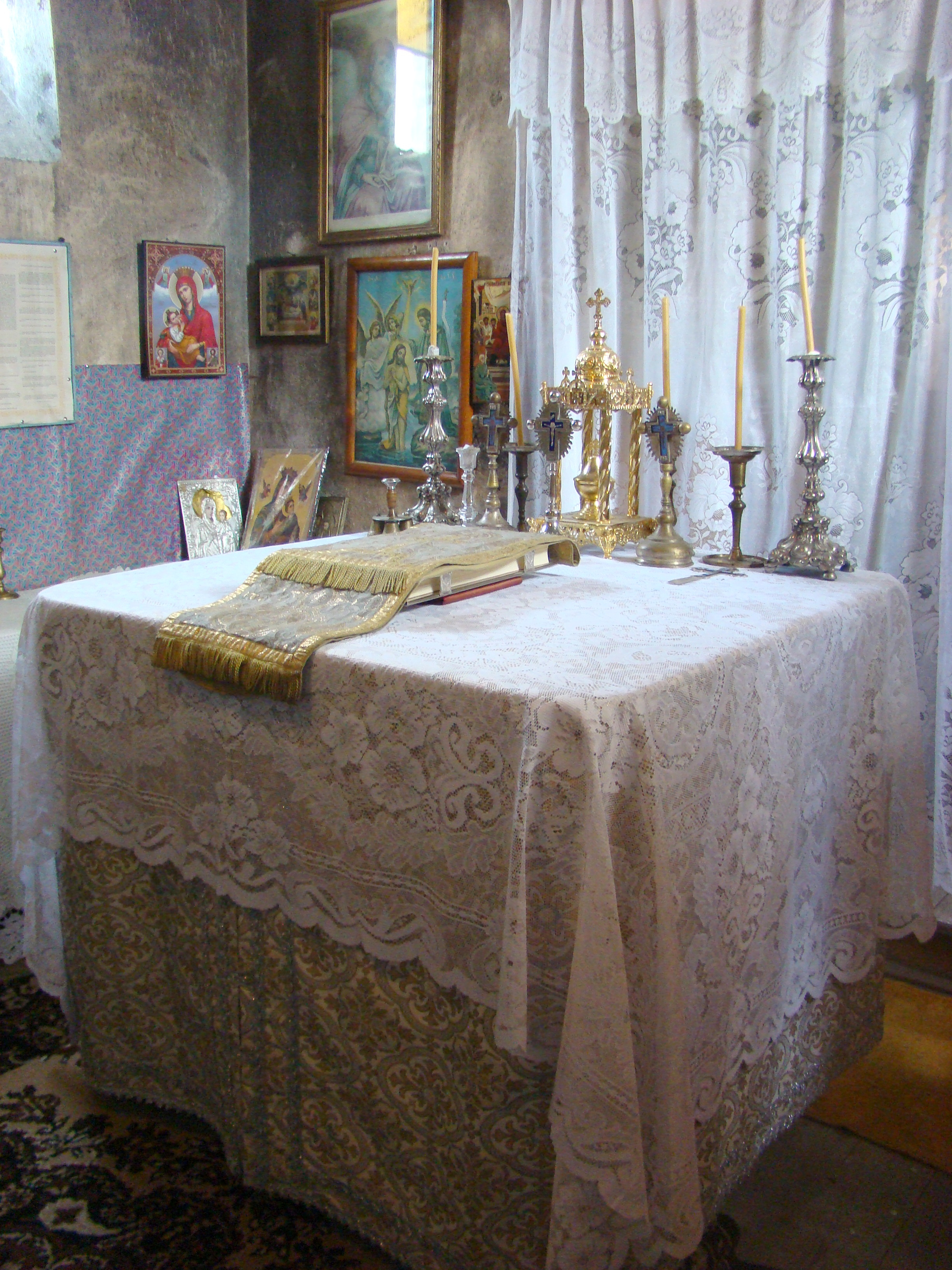
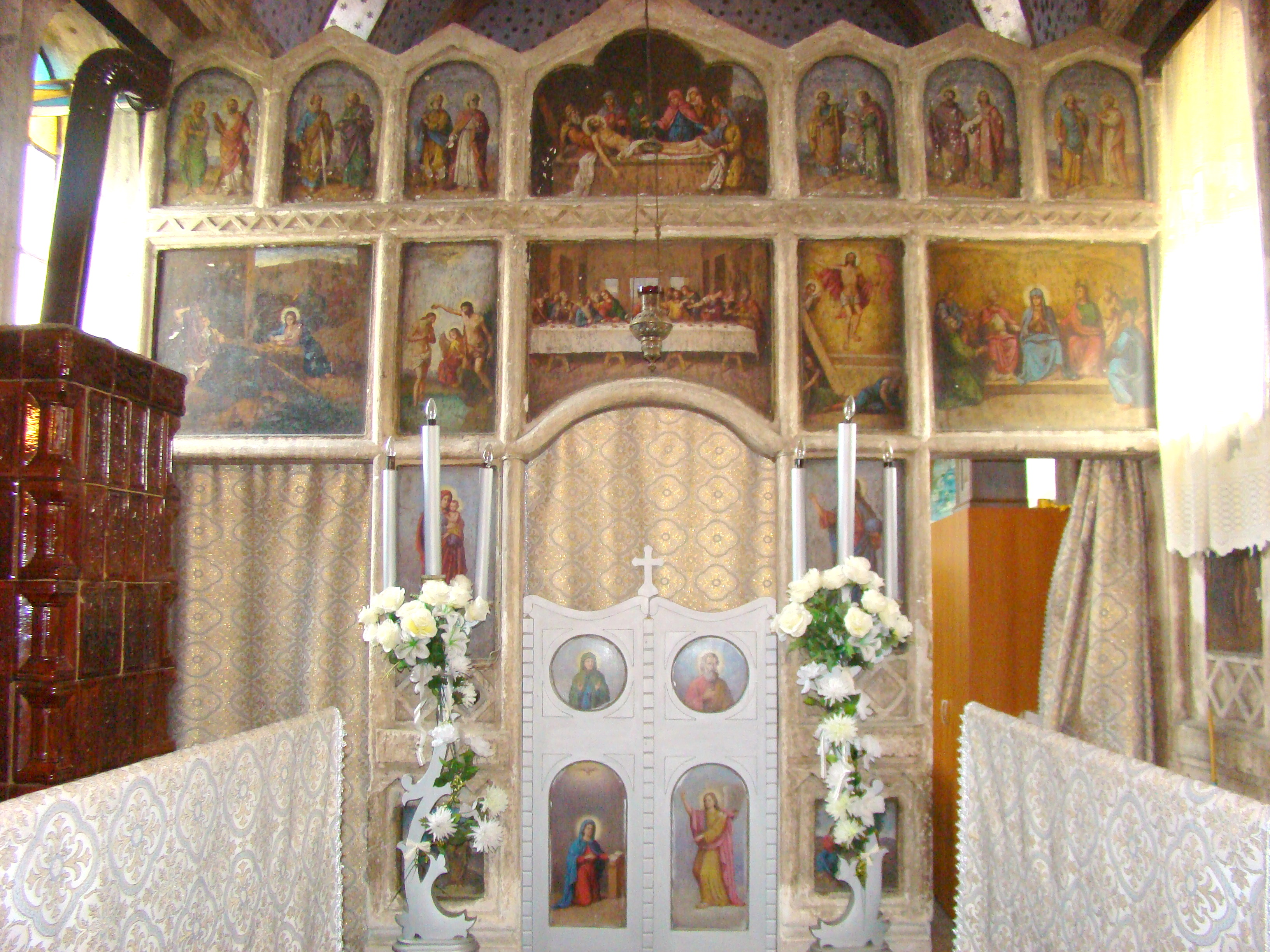
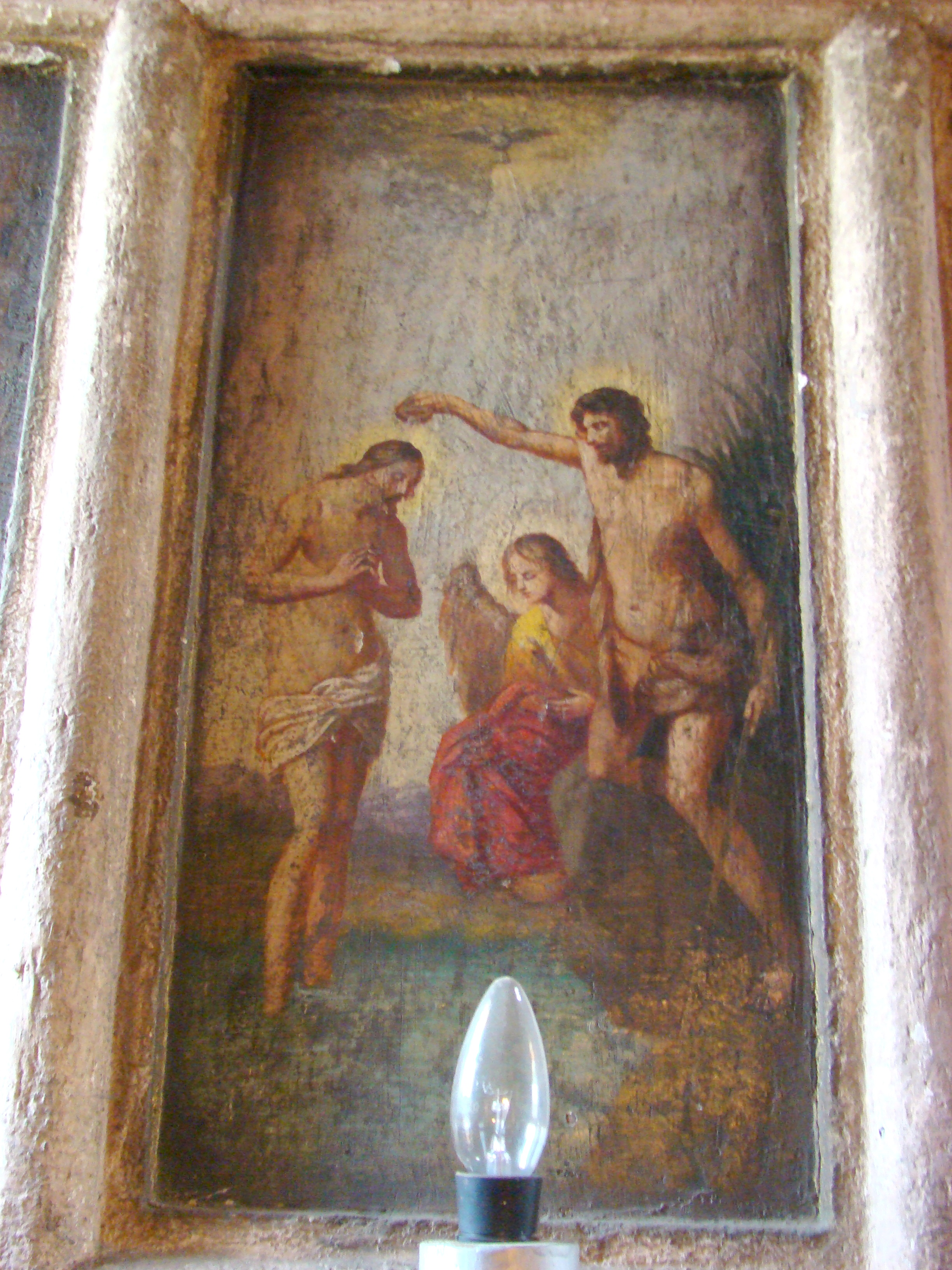
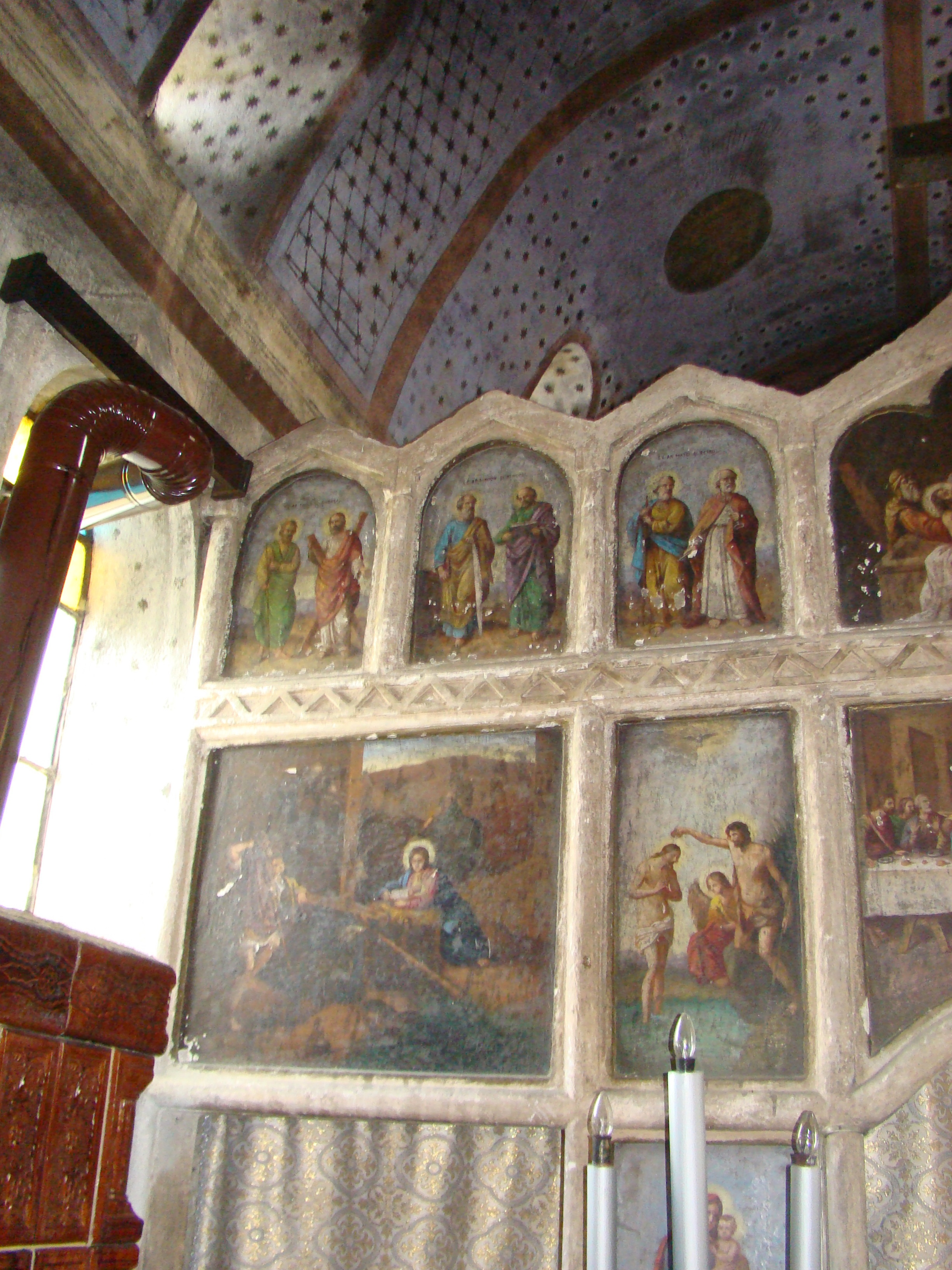
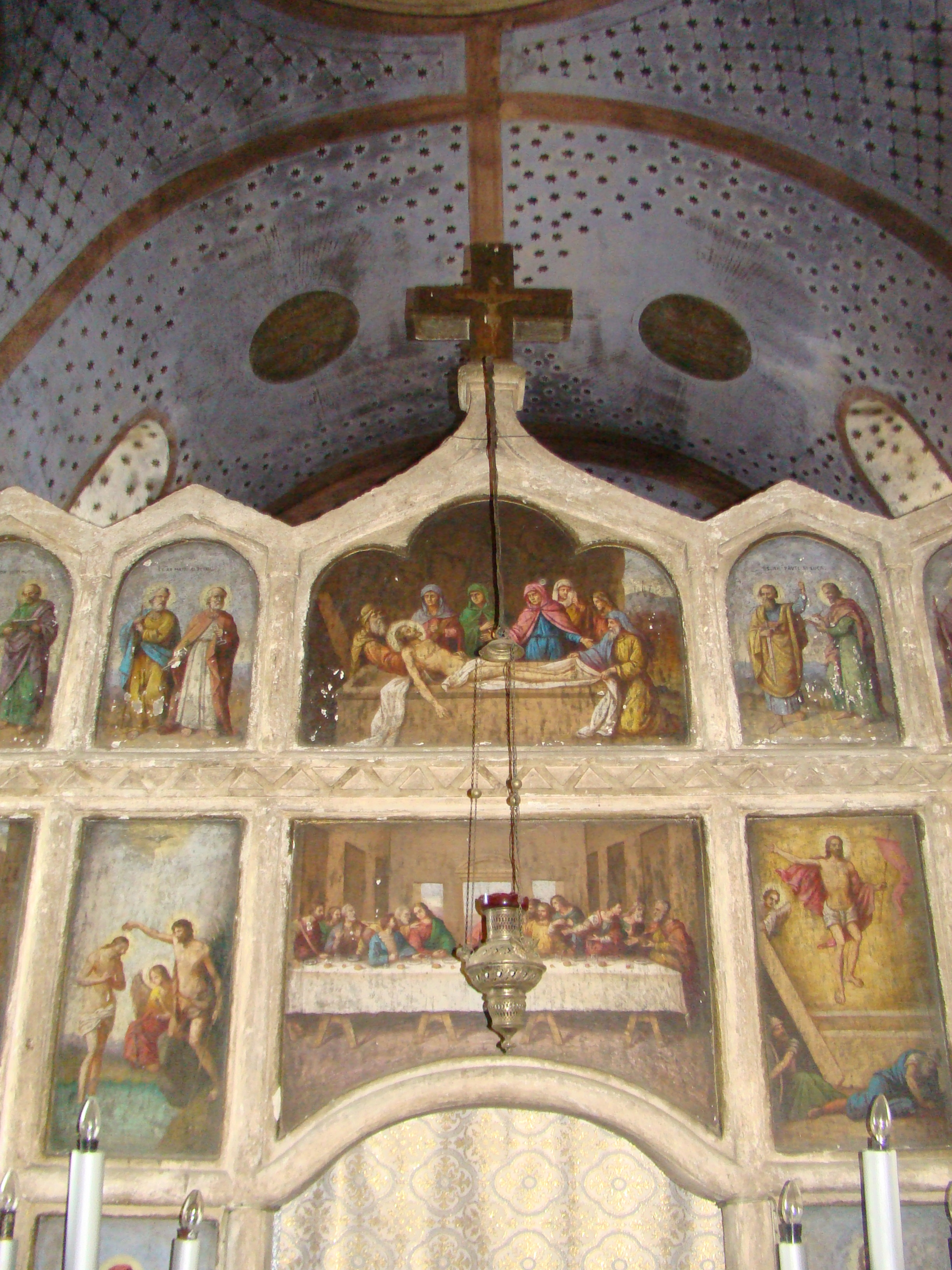
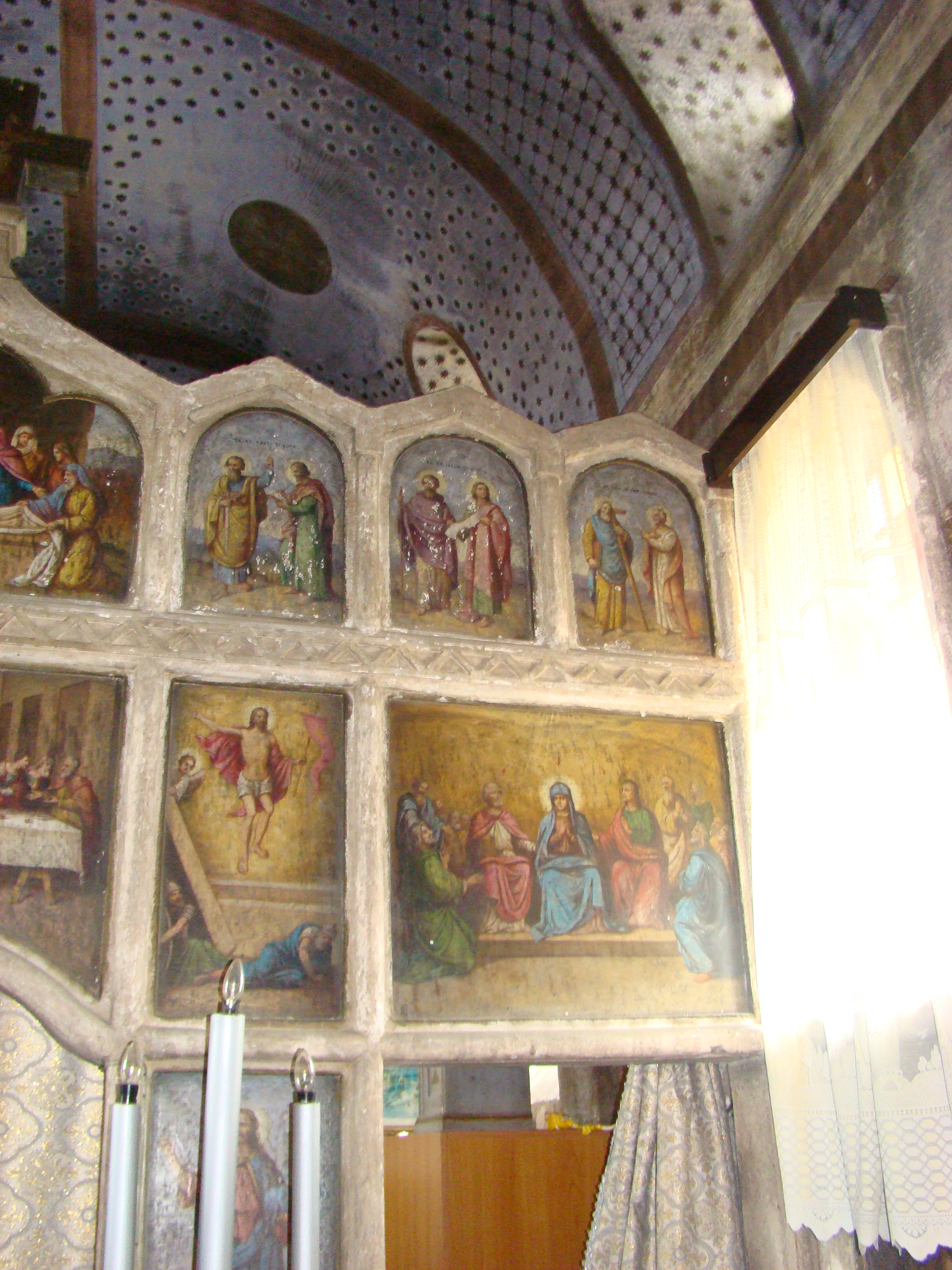
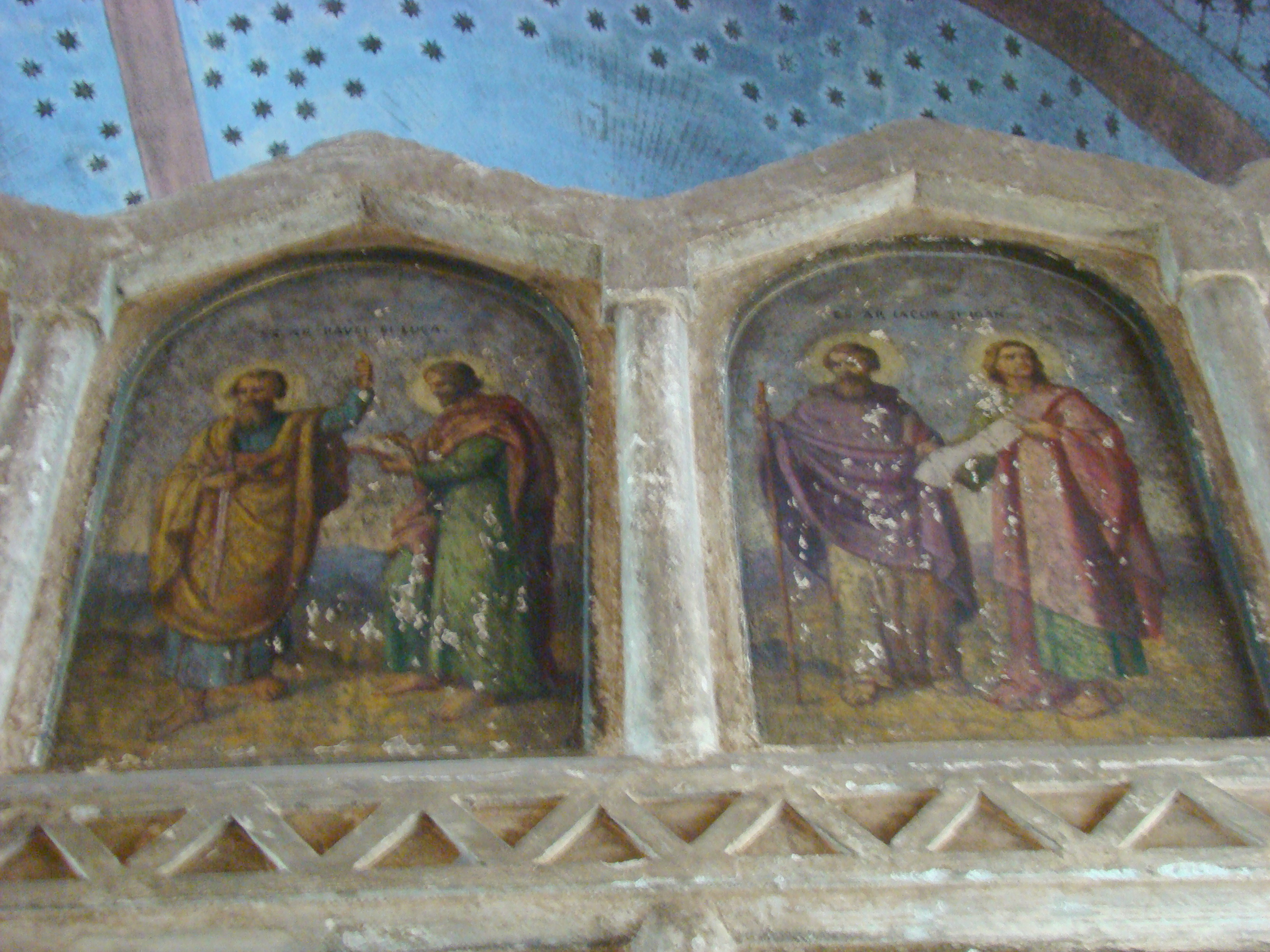
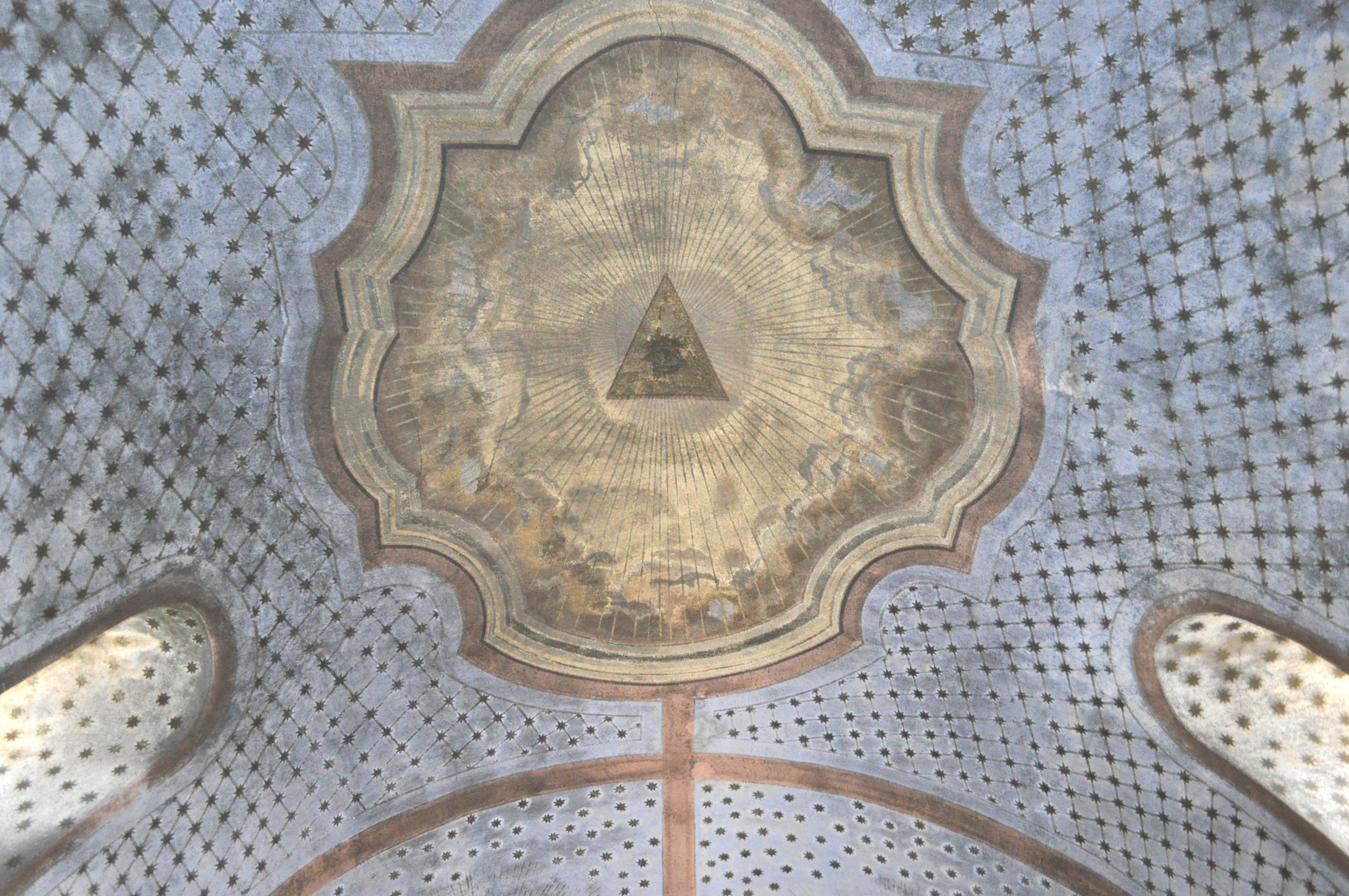
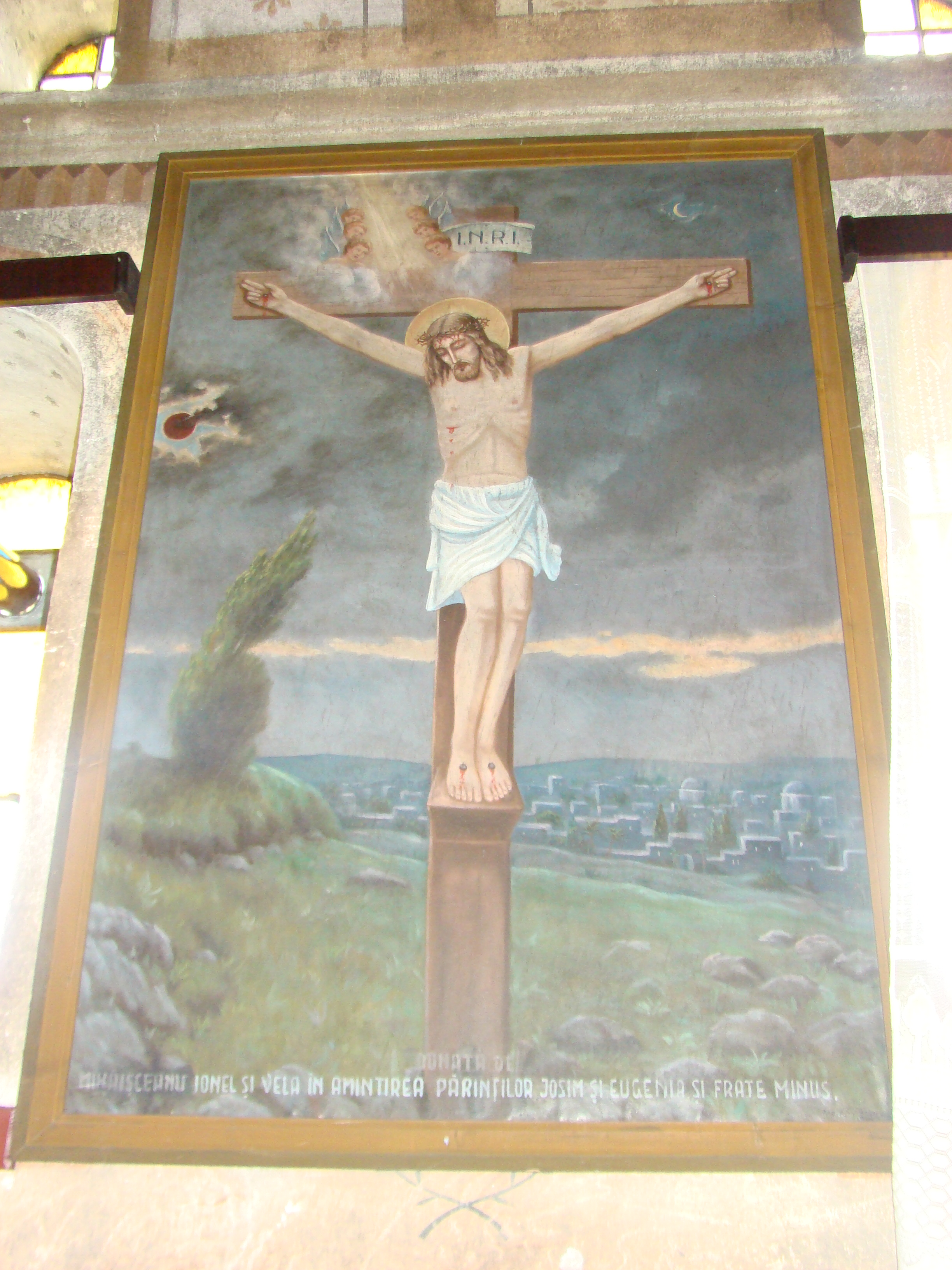
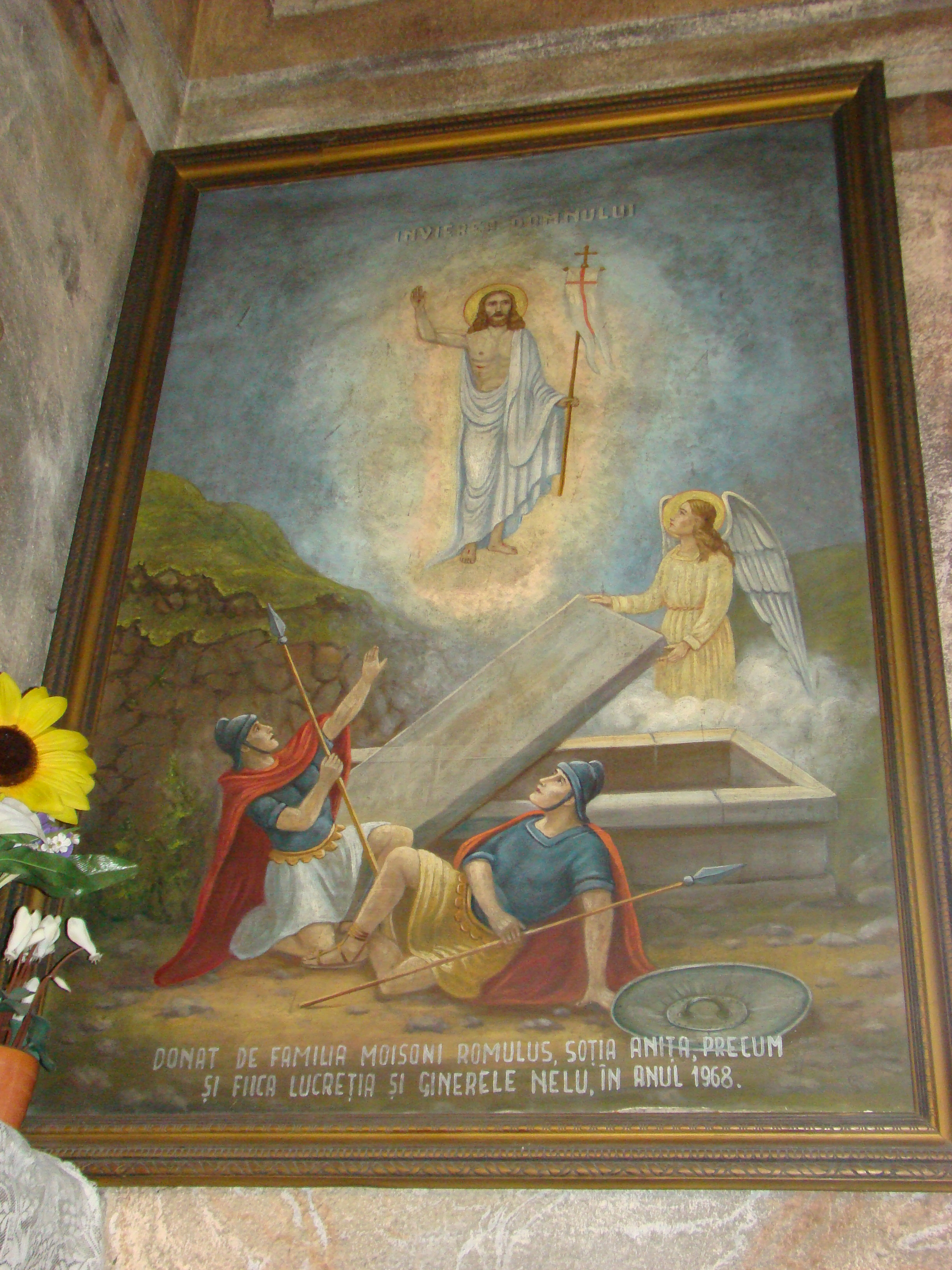
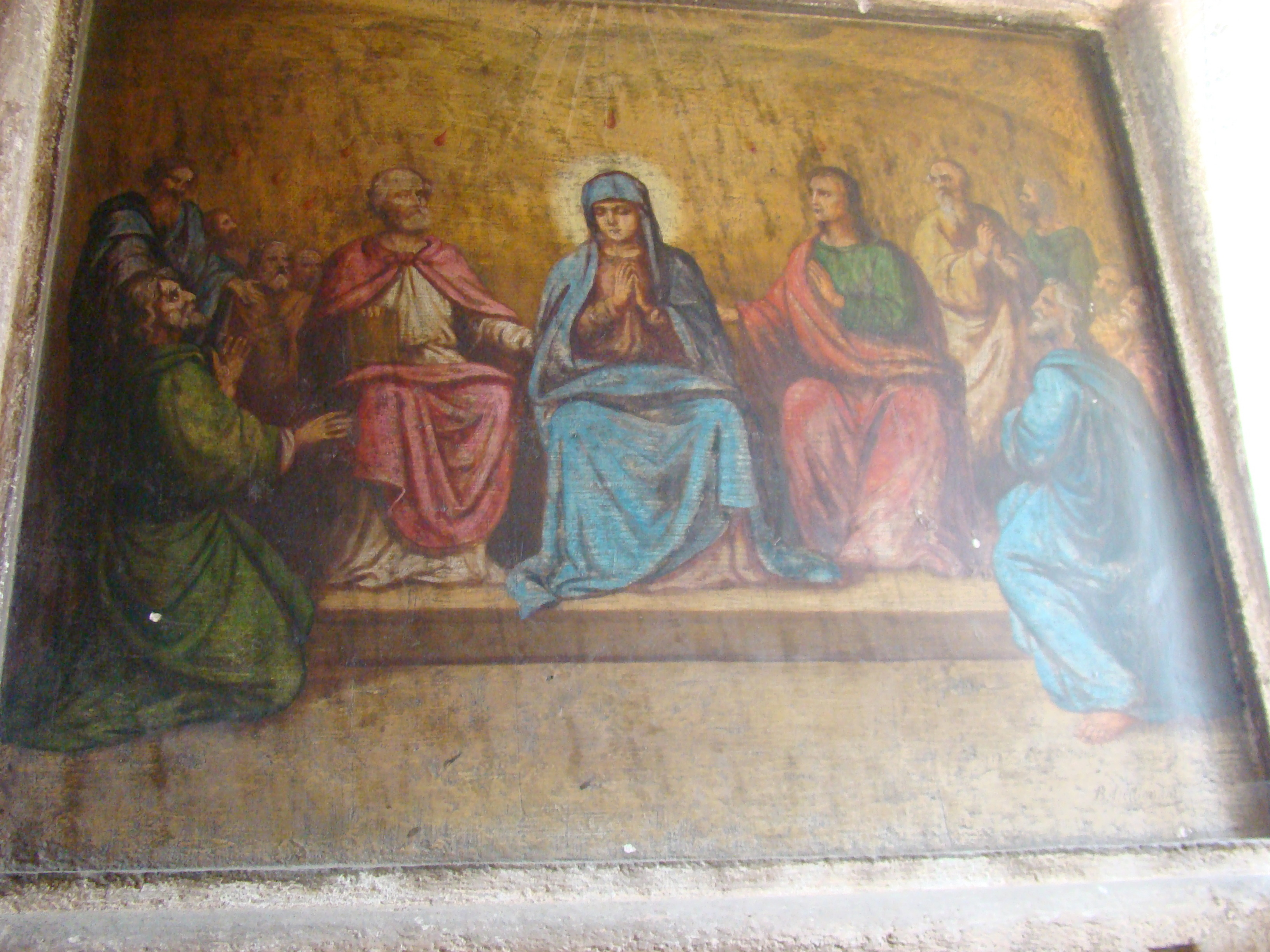
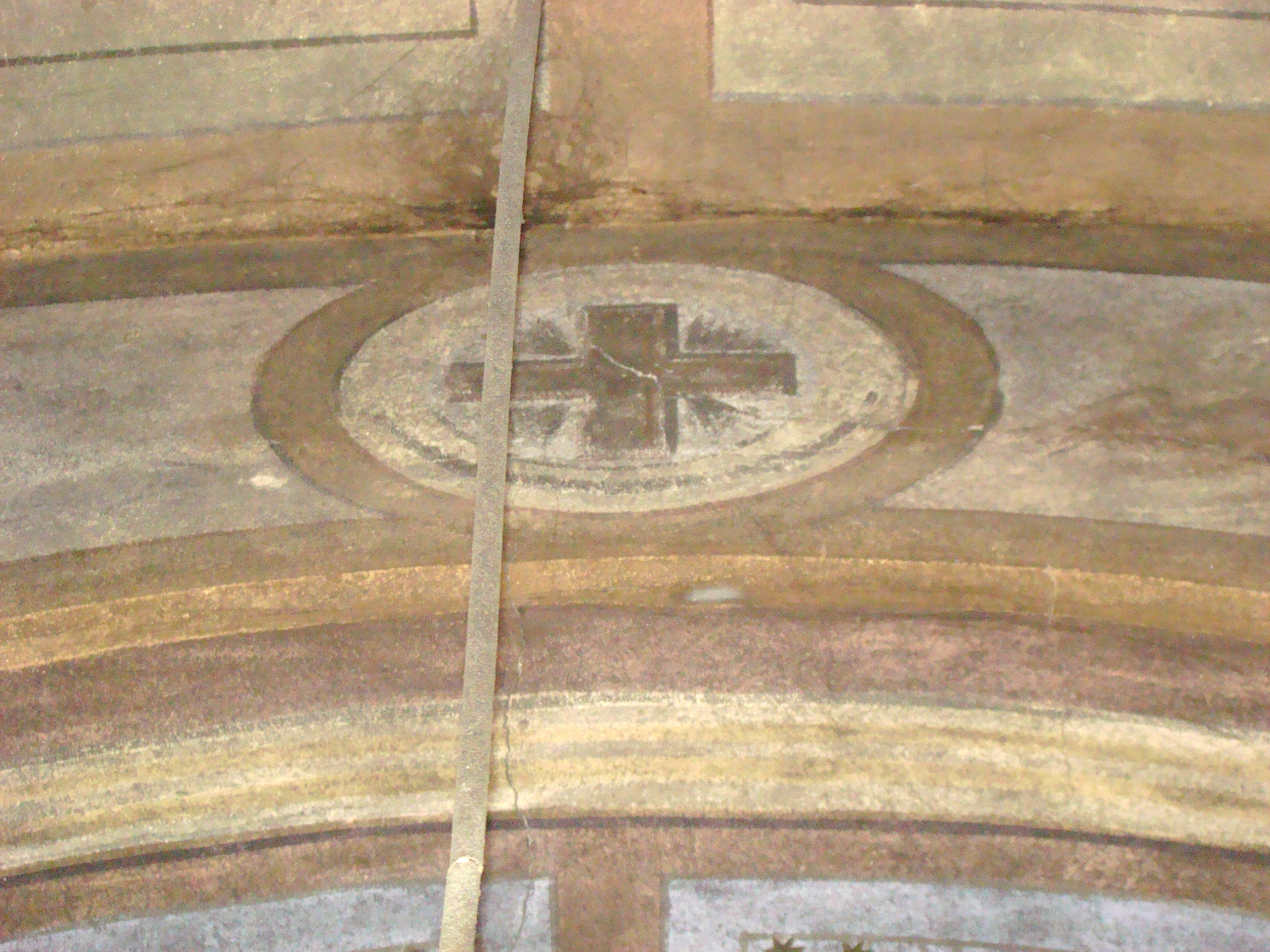
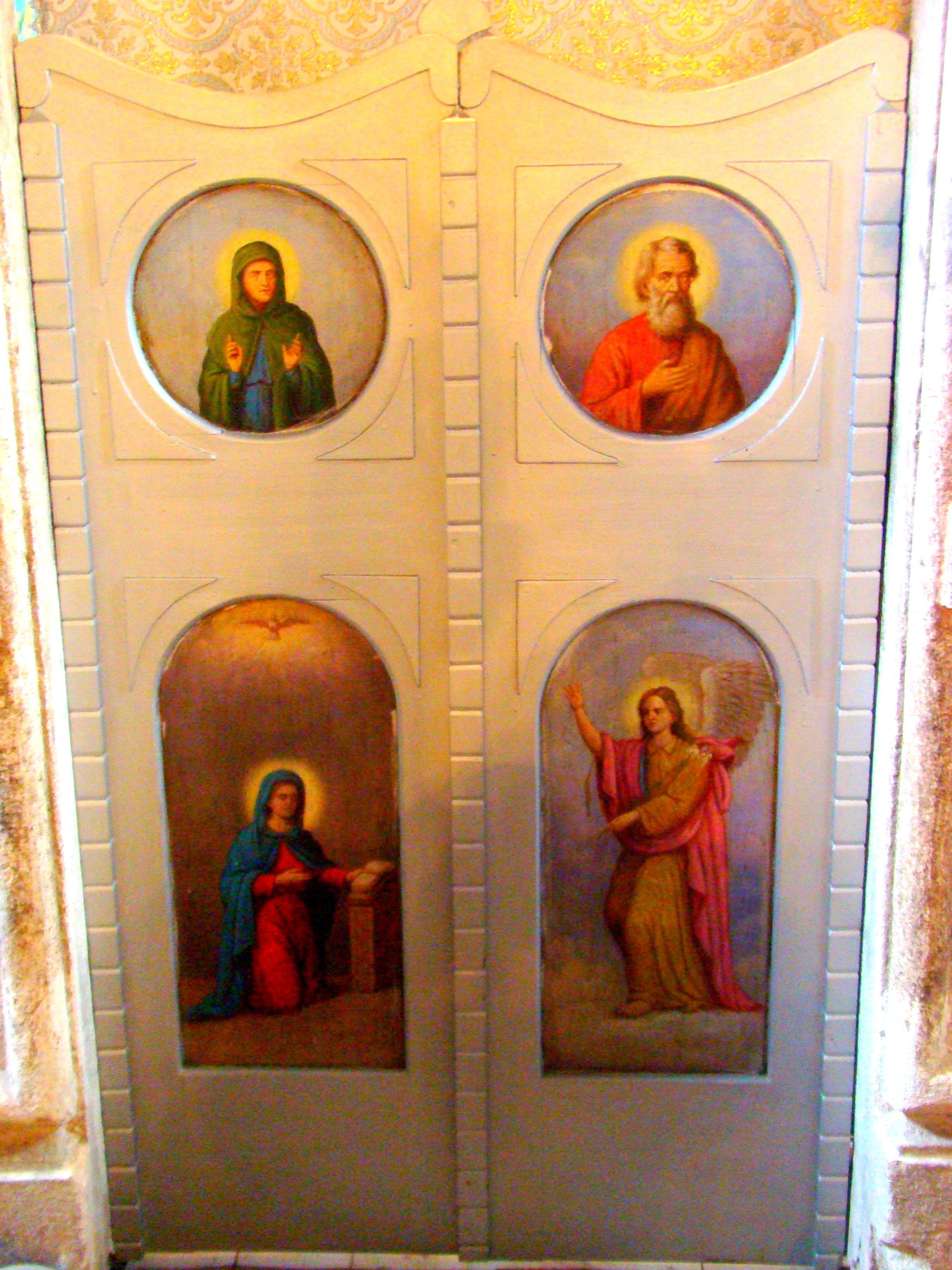
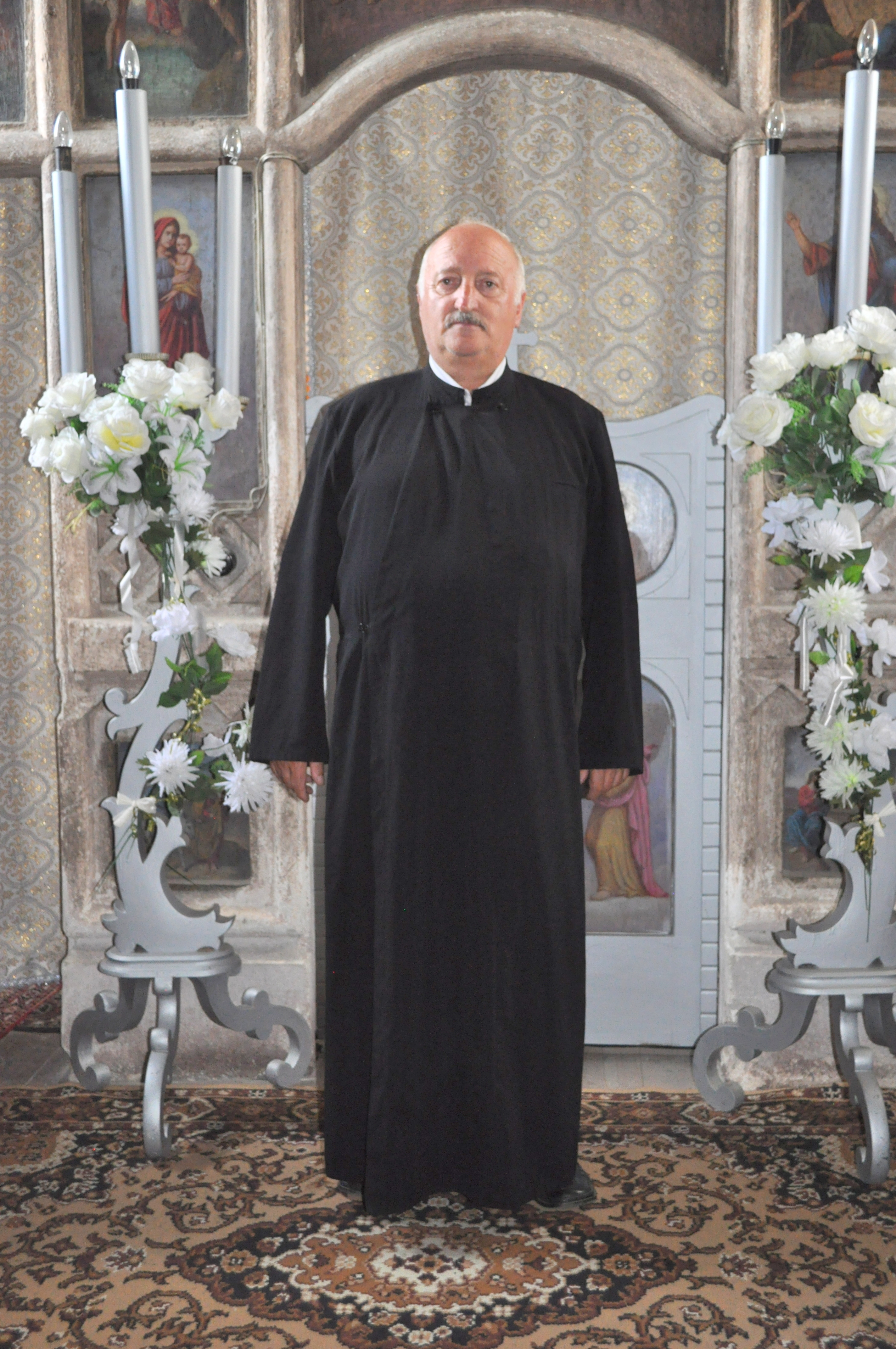
Preotul paroh Gheorghe Breteanu
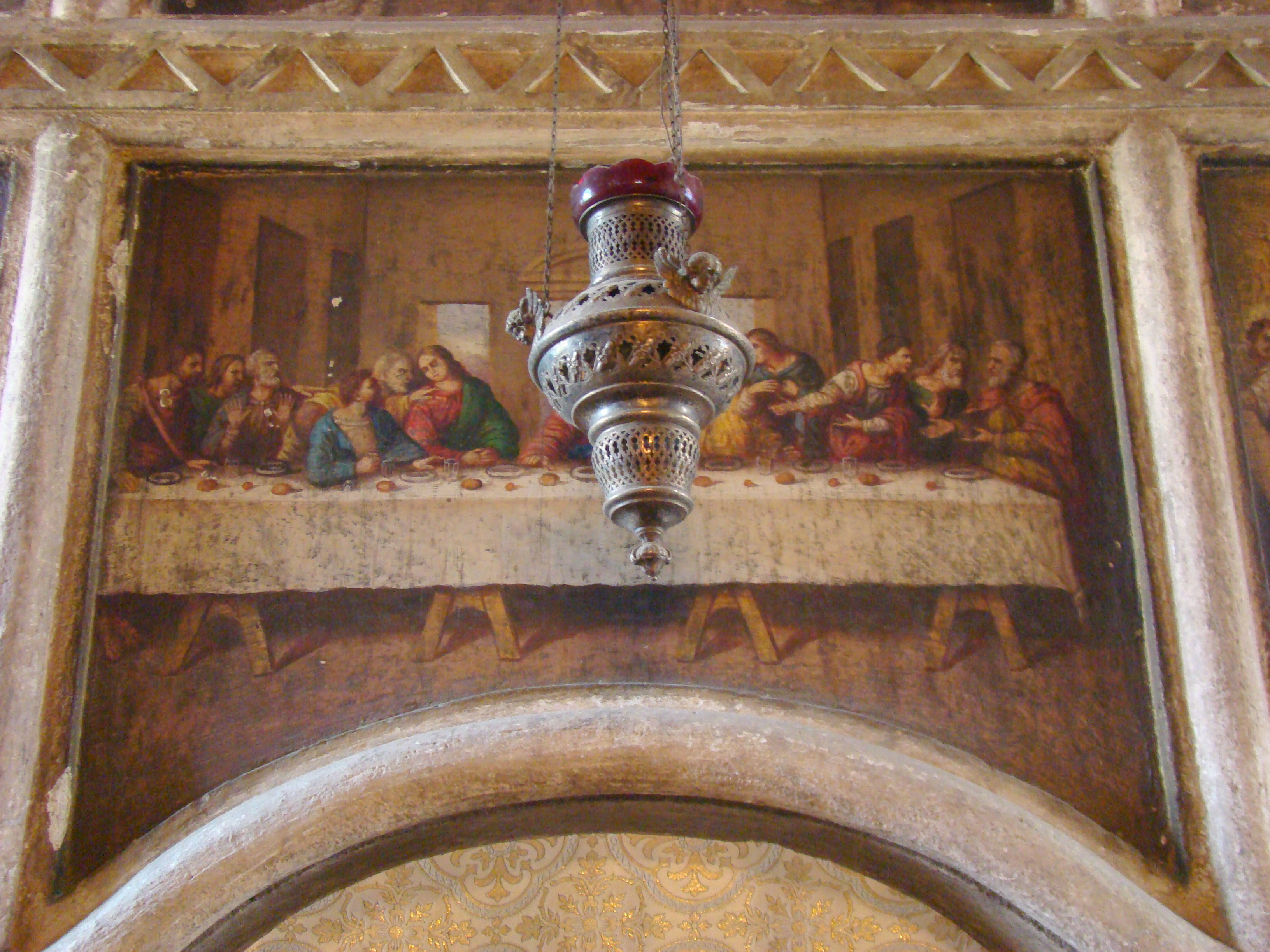
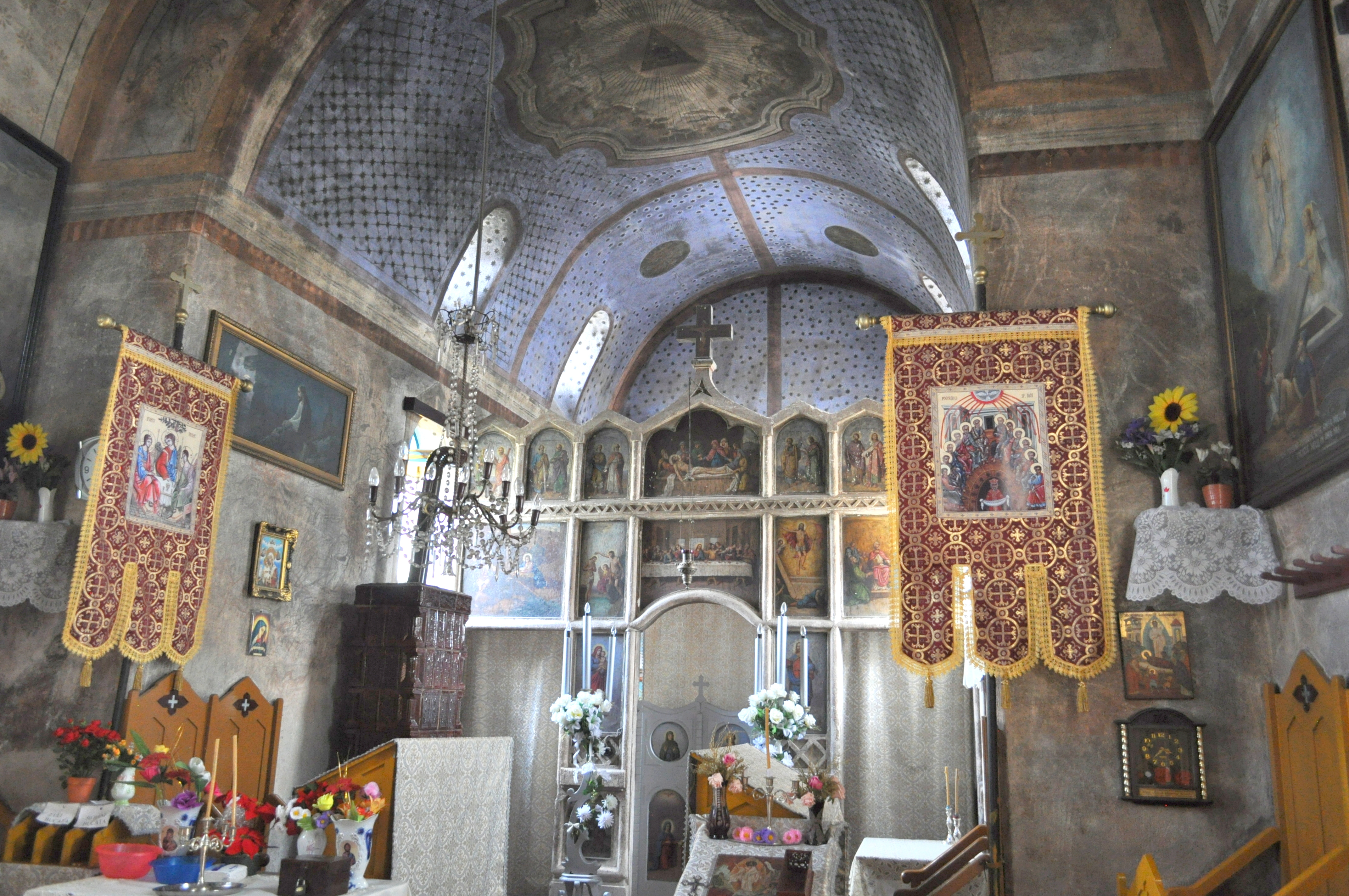
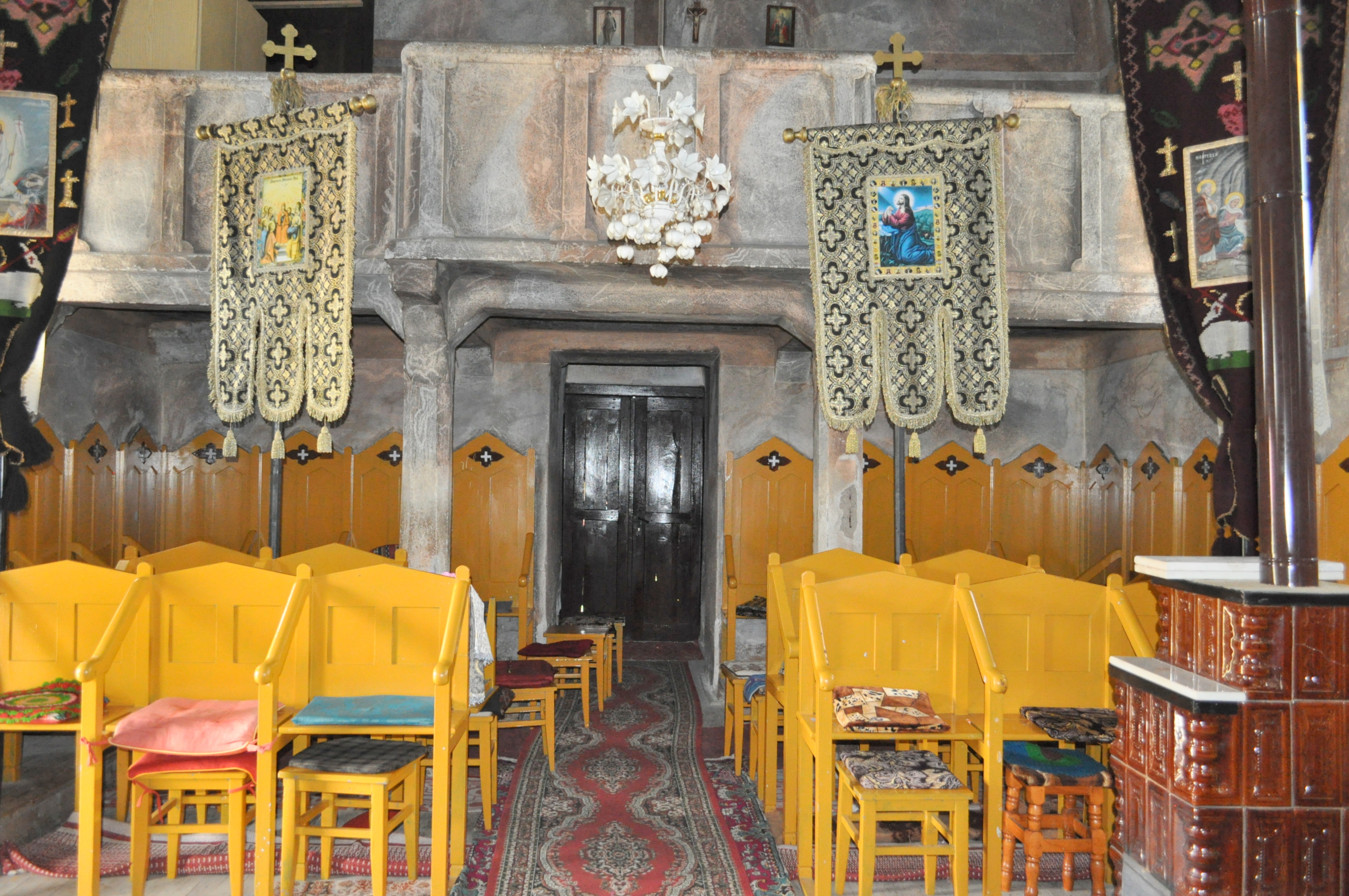